# Ofensiva del Tet
L'Ofensiva del Tet (anglès: Tet Offensive; vietnamita Sự kiện Tết Mậu Thân 1968 o Tổng tiến công và nổi dậy Tết Mậu Thân) va ser una de les majors campanyes militars de la Guerra del Vietnam, llançada el 30 de gener de 1968 per les forces del Front Nacional d'Alliberament del Vietnam (FNA) i de l'Exèrcit Popular (EPV) nordvietnamita, contra les forces del govern del Vietnam del Sud de la junta militar titella encapçalada per Nguyễn Văn Thiệu, els Estats Units i els seus aliats. Va ser una campanya d'atacs per sorpresa contra els comandaments civils i militats i centres de control per tot el Vietnam del Sud. El nom de l'ofensiva prové de la festivitat del Tết, l'any nou vietnamita, quan els primers grans atacs van tenir lloc.
Les forces comunistes d'alliberament nacional llançaren una onada d'atacs durant la nit del 30 de gener a les zones tàctiques del I i del II Cos del Vietnam del Sud. Aquest primer atac no començà àmplies mesures defensives. Quan començà la principal operació comunista el matí següent l'ofensiva era per tot el país i ben coordinada, amb més de 80.000 soldats atacant més de 100 pobles i ciutats, incloent 36 de les 44 capitals de província, 5 de les 6 ciutats autònomes, 72 de les 245 ciutats de districte, i Saigon, la capital del sud. L'ofensiva era la major operació militat conduïda per ambdós bàndols en aquell punt de la guerra.
Els atacs inicials colpejaren els exèrcits estatunidenc i sudvietnamita i causaren que perdessin temporalment el control de diverses ciutats, però ràpidament es reagruparen per llançar el contraatac, causant grans baixes en les forces comunistes. Durant la batalla de Huế, els intensos combats que s'estengueren durant tot un mes resultaren en la destrucció de la ciutat per les tropes americanes. Durant el seu control, el FNA i l'EPV executaren centenars de persones acusades de col·laborar amb el règim de Thiệu i les forces dels Estats Units, en el que la premsa nord-americana anomenà Matances de Huế. Al voltant de la base de combat estatunidenca a Khe Sanh els combats van durar dos mesos més. Tot i que l'ofensiva va ser considerada pels Estats Units una derrota militar per a les tropes d'alliberament vietnamites, va tenir un profund efecte en el govern dels Estats Units i en l'opinió pública americana, la qual estava convençuda, tal com els seus líders polítics i militars havien afirmat, que els comunistes no podrien llançar un atac d'aquella magnitud a causa de les seves derrotes prèvies.
L'anomenada Ofensiva del Tet, al capdavall, resultà una victòria política per al Front d'Alliberament Nacional i la República Democràtica del Vietnam en mostrar el fracàs de la intervenció militar dels Estats Units al Vietnam en suport al govern titella del Sud, i marcà un punt d'inflexió, iniciant el període que acabaria amb la retirada de les forces invasores nord-americanes el 1973, i la victòria vietnamita final de 1975.
El terme ofensiva del Tet usualment es refereix a l'ofensiva de gener-febrer de 1968, però també es pot incloure l'anomenat Mini-Tet, que va tenir lloc al maig i a l'agost.

## Rerefons

### Estats Units
Durant la tardor de 1967, la qüestió de si l'estratègia estatunidenca de desgast estava funcionant al Vietnam del Sud pesava massa al cap de l'opinió pública estatunidenca i de l'administració del President Lyndon B. Johnson. El General William C. Westmoreland, comandant del Comandament d'Assistència Militar, Vietnam (Military Assistance Command, Vietnam - MACV) creia que si es podia assolir un "punt d'encreuament" amb una quantitat de tropes comunistes mortes o capturades durant les operacions militars excedien aquelles reclutades, els estatunidencs guanyarien la guerra. Hi havia discrepàncies, però, entre el MACV i les estimacions de l'Agència Central d'Intel·ligència (CIA) de l'orde de batalla relatives a la potència de les forces de les guerrilles del FNA al Vietnam del Sud. Al setembre, membres dels serveis d'intel·ligència del MACV i de la CIA es reuniren per preparar una Estimació Especial Nacional d'Intel·ligència que seria emprada per calibrar l'administració com a d'èxit estatunidenc al conflicte.

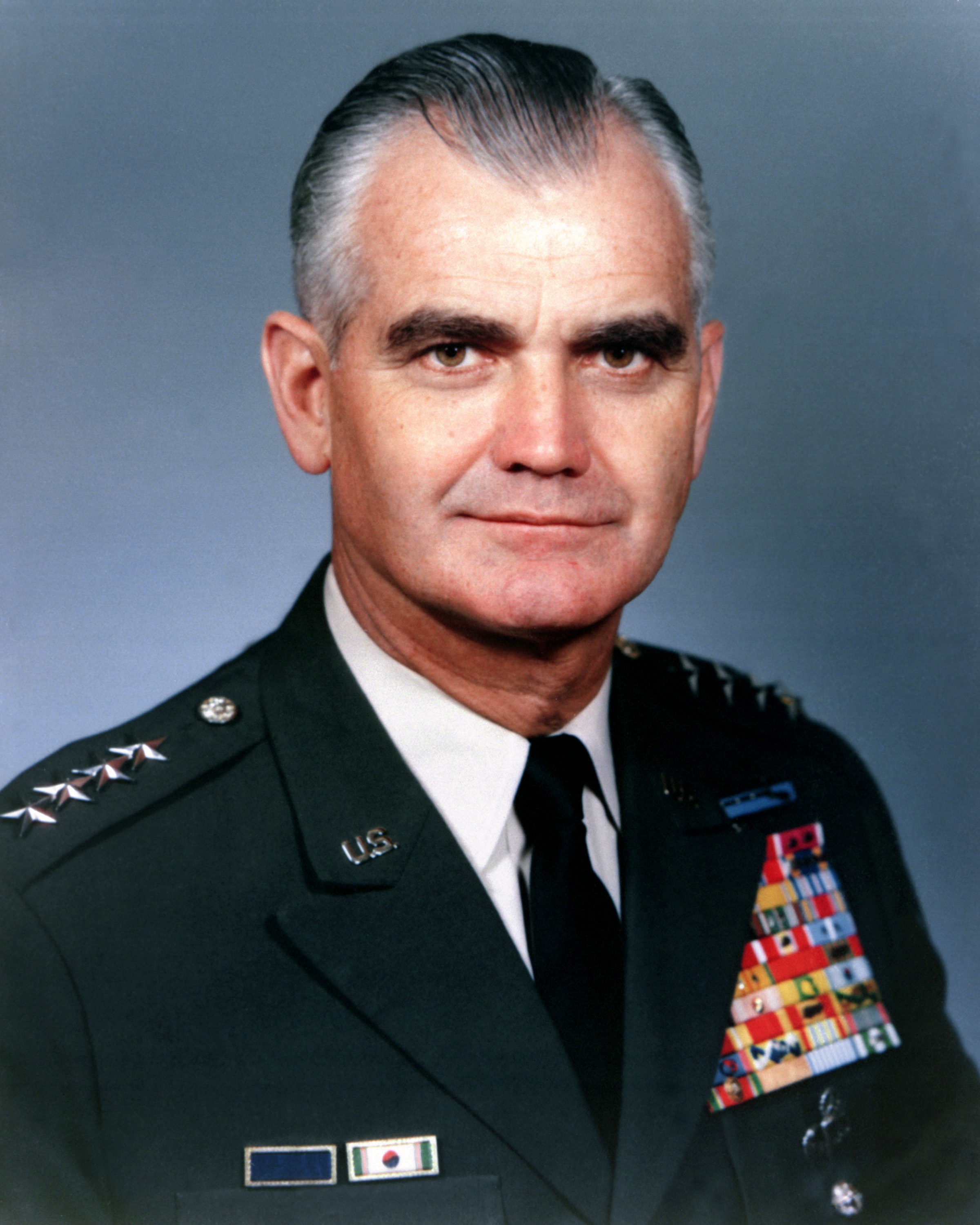
General William C. Westmoreland, COMUSMACV.

Proveït d'un guany inesperat de la intel·ligència enemiga, recollit durant les operacions Cedar Falls i Junction City, els membres de la CIA del grup creien que el nombre de guerrilles del Front Nacional d'Allibermaent del Vietnam, irregulars i cuades al Sud podia ser de fins a 430.000. El Centre d'Intel·ligència Combinada del MACV, per l'altre costat, mantenia que no podien haver més de 300.000. Westmoreland estava molt preocupat per les possibles percepcions del públic americà a una estimació que s'incrementava, car la força de les tropes comunistes era rutinàriament donat als periodistes durant les conferències de premsa. D'acord amb el cap d'intel·ligència del MACV, General Joseph A. McChristian, les noves xifres podrien crear una bomba política, car eren una prova positiva que els nord-vietnamites tenien la capacitat i la voluntat per continuar una projectada guerra de desgast.
Al maig, el MACV intentà obtenir un compromís de la CIA que mantingués que les milícies del FNAV no constituïen una força de combat, sinó que eren essencialment quintacolumnistes de baix nivell emprats per recollir informació. L'agència respongué que aquesta noció era ridícula, car les milícies eren directament responsables de la meitat de les baixes que patien les tropes americanes. Amb els grups en punt mort, es va demanar a George Carver, adjunt al director de la CIA per a afers del Vietnam, que fes de mitjancer en la disputa. Al setembre, Carver ideà un compromís: la CIA disminuiria la seva insistència d'incloure els irregulars en la comptabilitat final de les forces i afegiria una estimació que explicaria la posició de l'agència. George Allen, adjunt de Carver, senyalà la responsabilitat de la capitulació de l'agència als peus de Richard Helms, director de la CIA. Creia que «era un problema polític... [Helms] no volia que l'agència contravingués els interessos polítics de l'administració.»
Durant la segona meitat de 1967 l'administració estava alarmada per les crítiques, tant provinents de dins com de fora del govern, i els informes del declivi del suport públic vers les seves polítiques al Vietnam. D'acord amb les enquestes d'opinió pública, el percentatge d'americans que creien que els Estats Units havien comès un error en enviar tropes al Vietnam s'havia elevat del 25% el 1965 al 45% al desembre de 1967. Aquesta tendència era alimentada no per una creença que la lluita no pagués la pena, sinó que per un augment de les xifres de baixes, un augment dels impostos, i el sentiment que no hi havia el final de la guerra en un horitzó proper. Una enquesta feta al novembre indicà que el 55% volia una política de guerra més dura, exemplificada per la creença pública que «si hi ha un error és en primer lloc és haver-nos involucrat al Vietnam. Però ara que estem allà, guanyem o marxem.» Això accelerà l'administració a llançar una "Ofensiva Exitosa", un esforç concentrat per alterar l'opinió pública majoritària que la guerra havia arribat a un punt mort i per convèncer l'opinió pública estatunidenca que les polítiques de l'administració tenien èxit. Sota la direcció del Conseller de Seguretat Nacional Walt W. Rostow, els mitjans de notícies van ser inundats d'una onada d'optimisme efusiu.
Cada indicador estadístic de progrés, de "taxes de morts" i "recomptes de cossos" a la pacificació de pobles, va alimentar la premsa i al Congrés. «Estem començant a guanyar aquesta lluita», assegurà el Vicepresident Hubert H. Humphrey al programa de televisió Today de la NBC a mitjans de novembre. «Estem a l'ofensiva. El territori està sent guanyat. Estem fent un gran procés». A finals de novembre, la campanya assolí el seu clímax quan Johnson convocà Westmoreland i el nou ambaixador Ellsworth Bunker a Washington, D.C., pel que va ser etiquetat com una "revisió política d'alt nivell". Fins a la seva arribada, ambdós homes reforçaren les eclamacions d'èxit de l'administració. Des de Saigon, el cap de pacificació Robert Komer afirmà que el programa de pacificació CORDS (Civil Operations and Revolutionary Development Support) al camp estava tenint èxit, i que el 68% de la població sud-vietnamita estava sota el control de Saigon, mentre que només el 17% estava sota el control del Vietcong. El General Bruce Palmer, Jr., un dels tres comandants de camp de Westmoreland, afirmà que «el Viet Cong ha estat derrotat» i que «no pot obtenir menjar i no pot reclutar gent. Ha estat obligat a canviar la seva estratègia d'intentar controlar la gent de la costa a intentar sobreviure a les muntanyes.»
Westmoreland encara era més emfàtic en les seves afirmacions. En un discurs al National Press Club el 21 de novembre afirmà que, a finals de 1967, els comunistes eren «incapaços de preparar una gran ofensiva... Estic absolutament convençut que el 1965 l'enemic estava perdent, avui veritablement està perdent... Hem assolit un punt important quan el final comença a veure's» A finals d'any, la taxa d'aprovació de l'administració havia crescut un 8%, però una enquesta de Gallup a inicis de gener indicava que el 47% de l'opinió pública estatunidenca encara desaprovava la gestió de la guerra per part del President. El públic estatunidenc, «més confús que convençut, més ple de dubtes que desesperat... adoptaren una actitud "d'espera i veure."» Durant una entrevista amb la revista Time, Westmoreland desafià els comunistes a llançar un atac: «Espero que intentin alguna cosa, perquè estem esperant per lluitar.»

### Vietnam del Nord

#### Partits polítics
Planificada a Hanoi per a una ofensiva d'hivern i primavera durant 1968 havia començat a inicis de 1967 i continuà fins a inicis de l'any següent. D'acord amb les fonts estatunidenques, hi havia una desgana extrema entre els historiadors vietnamites per discutir el procés de presa de decisió que portaria a "l'Alçament General de l'Ofensiva General", durant dècades després dels fets. A la literatura oficial vietnamita, la decisió de llançar l'Ofensiva del Tet va ser usualment presentada com a resultat de la percepció d'un fracàs estatunidenc per guanyar la guerra ràpidament, el fracàs de la campanya de bombardeig contra el Vietnam del Nord, i el sentiment contrari a la guerra que envaïa la població dels Estats Units. La decisió de llançar l'ofensiva general, però, era molt més complicada.
La decisió senyalà el final d'un debat amarg d'una dècada amb el govern del Vietnam del Nord entre primer dos, i després tres faccions. Els moderats creien que la viabilitat econòmica del Vietnam del Nord havia de venir abans del suport d'una guerra al sud massiva i convencional i generalment seguiren la línia soviètica de coexistència per reunificar Vietnam a través de mitjans polítics. Al capdavant d'aquesta facció estava el teòric del partit Trường Chinh i el Ministre de Defensa Võ Nguyên Giáp. La facció militant, per l'altre costat, tendia a seguir la línia de la política exterior de la República Popular de la Xina i reclamava la reunificació de la nació a mitjançant mitjans militars, i que no hi hauria d'haver negociacions amb els americans. Aquest grup l'encapçalava el Primer Secretari del Partit Comunista Lê Duẩn i Lê Đức Thọ. Des d'inicis fins a mitjans de la dècada de 1960, els militants havien dictat la direcció de la guerra al Vietnam del Sud.
El general Nguyễn Chí Thanh, cap de l'Oficina Central pel Vietnam del Sud (Central Office for South Vietnam – COSVN), quarter general pel Sud, era un altre militar preeminent. Estranyament, els seguidors de la línia xinesa centraren la seva estratègia contra els Estats Units i els seus aliats a gran escala, accions de gran potència més que no pas la guerra de guerrilles exposada per Mao Zedong.
Entre 1966-1967, però, després de patir moltes baixes, un estancament al camp de batalla, i destrucció a l'economia del nord per efectes del bombardeig aeri, començaren a adonar-se que, si continuaven les tendències actuals, a Hanoi eventualment li mancarien els recursos necessaris per fer front a la situació militar al Sud. Com a resultat, hi havia crides més estridents per part dels moderats per entrar en negociacions i revisar l'estratègia. Creien que una tornada a les tàctiques de guerrilla era més apropiada, car els Estats Units no els podria derrotar convencionalment. També es lamentaven que la política de rebutjar negociacions era un error. Els estatunidencs només podien ser derrotats en una guerra de voluntats durant un període "de lluita mentre es conversa." Durant 1967 les coses havien anat tan malament al camp de batalla que Lê Duẩn ordenà a Thanh que incorporés aspectes de la guerra de guerrilla en aquesta estratègia.
Durant el mateix període, un tercer grup (els centristes) encapçalat pel President Hồ Chí Minh, Lê Đức Thọ i el Ministre d'exteriors Nguyễn Duy Trinh llançaren un contraatac, reclamant negociacions. Des d'octubre de 1966 i fins a abril de 1967 hi va haver un debat públic sobre l'estratègia militar a la ràdio i a la premsa entre Tanh i el seu rival pel poder militar, Giáp. Giáp havia advocat una estratègia defensiva, principalment de guerrilles, contra els Estats Units i el Vietnam del Sud. La posició de Thanh era que Giáp i els seus acòlits estaven centrats en les seves pròpies experiències durant la Primera Guerra d'Indoxina i que eren massa «conservadors i captius dels vells mètodes i experiències passades... repetint mecànicament el passat.»
Els arguments sobre l'estratègia domèstica i militar també portà un element de política exterior, perquè el Vietnam del Nord, com les forces del Vietnam del Sud, eren enormement dependents de l'ajut militar i econòmic exterior. La immensa majoria de l'equipament militar nord-vietnamita era proveït ja fos per la Unió Soviètica o Xina. Beijing advocà que el Vietnam del Nord conduís una guerra perllongada d'acord amb un model maoista, tement que un conflicte convencional els podria llançar a un com el que havien tingut a la Guerra de Corea. També es resistien a la idea de negociar amb els aliats. Moscou, per l'altre costat, demanava negociacions, però simultàniament armava les forces de Hanoi per portar a terme una guerra convencional d'acord amb el model soviètic. La política exterior nord-vietnamita, finalment, consistia a mantenir un equilibri crític entre la política de guerra, les polítiques internes i externes, els adversaris domèstics i els aliats exteriors amb "agendes auto-pròpies."
Per "trencar la voluntat dels seus oponents domèstics i reafirmar la seva autonomia vis-à-vis amb els seus aliats exteriors" centenars de pro-soviètics, moderats del partit, oficials militars i d'intel·ligència van ser detinguts el 27 de juliol de 1967, durant el que s'anomenaria l'Afer Revisionista Anti-Partit. Totes les detencions es basaven en la postura individual sobre l'elecció de tàctiques i estratègia al Politburó per l'Ofensiva General proposada. Aquest moviment encimentà la posició dels militants amb l'estratègia de Hanoi: el rebuig a entrar en negociacions, l'abandonament a la guerra perllongada, i el focus en l'ofensiva en ciutats del Vietnam del Sud. Al novembre i al desembre es produïren més detencions.

#### L'ofensiva general i revoltes
El pla operatiu per a l'ofensiva general i revoltes tenia el seu origen com la "proposta COSVN" al quarter general sud de Thanh a l'abril de 1967 i durant el mes següent havia estat transmesa a Hanoi. El general va ser cridat a la capital per explicar el seu concepte en persona a la Comissió Central Militar. En una reunió al juliol, Thanh explicà el pla al Politburo. El vespre del 6 de juliol, després de rebre permís per començar els preparatius per a l'ofensiva, Thanh assistí a una festa i morí d'un atac de cor després d'haver begut en excés.

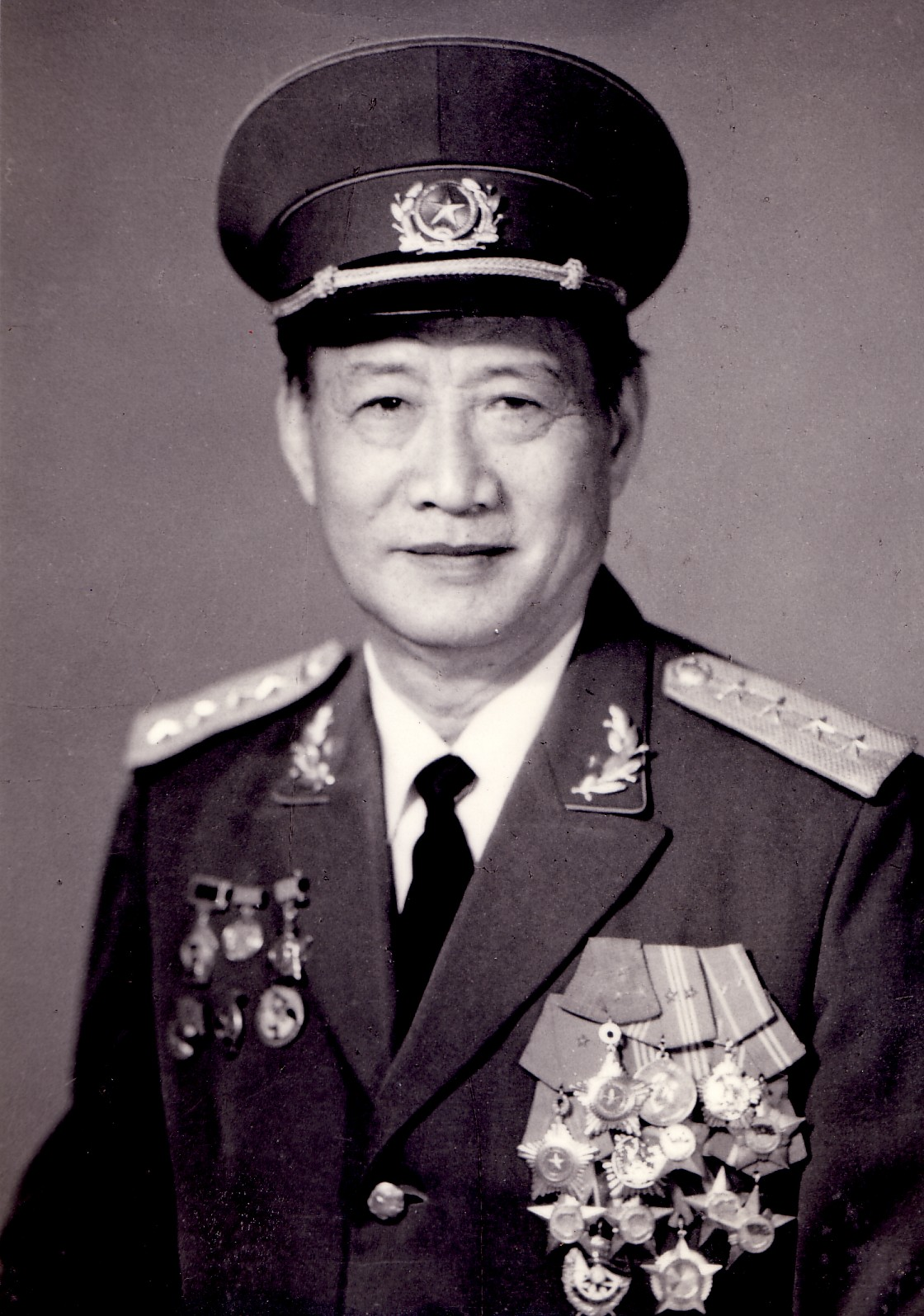
General Hoang Van Thai, líder del FNAV, i cap principal de l'Ofensiva del Tet, en una imatge de 1986

Després d'assegurar la seva posició durant la campanya del Partit, els militants acceleraren la planificació per a una gran ofensiva convencional per trencar el punt mort militar. Van concloure que el govern de Saigon i la presència estatunidenca era tan impopular per la població del Sud que un atac de base àmplia generaria un alçament espontani de la població, el qual, si l'ofensiva tenia èxit, permetria als nordvietnamites assolir una victòria ràpida i decisiva. Les seves bases per a aquesta conclusió incloïen: una creença que l'exèrcit del Vietnam del Sud ja no era combativament efectiu; els resultats de les eleccions presidencials sudvietnamites de la tardor de 1967 (en les quals la parella Nguyễn Văn Thiệu/Nguyễn Cao Kỳ només rebé un 24% del vot popular); les crisis budistes de 1963 i 1966; les ben publicitades manifestacions a Saigon contràries a la guerra; i les crítiques contínues al govern de Thieu a la premsa del sud. Llançar una ofensiva també posaria final al que ha estat criticat com a «crides pessimistes per converses, crítiques per a l'estratègia militar, les diatribes xineses sobre la perfídia soviètica, i la pressió soviètica a negociar, totes les quals calia silenciar.»
A l'octubre, el Politburó decidí en la festa del Tet com a data de llançament i es trobaren de nou al desembre per reafirmar la decisió i la formalitzaren en la 14a sessió plenària del Comitè Central del Partit el gener de 1968. La resultant "Resolució 14" era un cop majúscul per a l'oposició domèstica i a l'"obstrucció estrangera". S'havien fet concessions al grup central, però, per acordar que les negociacions eren possibles, però el document essencialment se centrava en la creació d'un "alçament espontani per tal de guanyar una victòria decisiva en el menor temps possible»
Contràriament a la creença occidental, el general Giáp no planejà o comandà l'ofensiva ell mateix. El pla original de Thanh estava elaborat per un comitè del partit encapçalat per l'adjunt de Thanh, Phạm Hùng, i posteriorment modificat per Giáp. El Ministre de Defensa podia haver convençut en conformar-se en detenir i empresonar la majoria dels membres del seu estat major durant l'Afer Revisionista Anti-Comunista del Partit. Tot i que Giáp anava a treballar "de mala gana, sota coacció", va poder trobar la tasca més senzilla a causa del fet que ho encarava com un fait accompli. Com el Politburó ja havia aprovat l'ofensiva, tot el que havia de fer era fer la tasca. Va combinar les operacions de guerrilla en el qual era bàsicament una ofensiva militar convencional i desplaçà la responsabilitat de desencadenar l'aixecament popular al FNAV. Si funcionava, tot aniria bé. Si fracassava, només seria un fracàs dels militants del Partit Comunista. Pels moderats i centristes, oferia la possibilitats de negociacions i un possible final del bombardeig estatunidenc del nord. Només a ulls dels militants, però, l'ofensiva esdevindria un esforç "d'anar a totes". Altres del Politburó volien assentar una "victòria" molt menys ambiciosa.
L'operació tindria una fase preliminar, durant la qual es llançarien diversos atacs de diversió a les zones frontereres del Vietnam del Sud per desviar l'atenció dels Estats Units lluny de les ciutats. L'"Ofensiva General, Alçament General" llavors començaria amb accions simultànies a les principals bases invasores i les zones urbanes, amb un èmfasi particular sobre les ciutats de Saigon i Huế. Concurrentment, una amenaça substancial es faria contra la base de combat estatunidenca de Khe Sanh. Les accions a Khe Sanh distraurien forces nord-vietnamites de l'ofensiva sobre les ciutats, però Giáp ho considerà necessari per a protegir les seves línies de subministraments i per distreure l'atenció estatunidenca. Els atacs contra les forces dels Estats Units eren objectius de segona i fins i tot de tercera importància, car Giáp considerà el seu objectiu principal afeblir o destruir l'exèrcit i el govern sud-vietnamita mitjançant revoltes populars. L'ofensiva, però estava dirigida a influenciar el públic sud-vietnamita, no pas l'estatunidenc. Hi ha proves conflictives sobre què, o quina extensió tenia, si l'ofensiva tenia la intenció d'influenciar tant les primàries de març o les eleccions presidencials de novembre als Estats Units

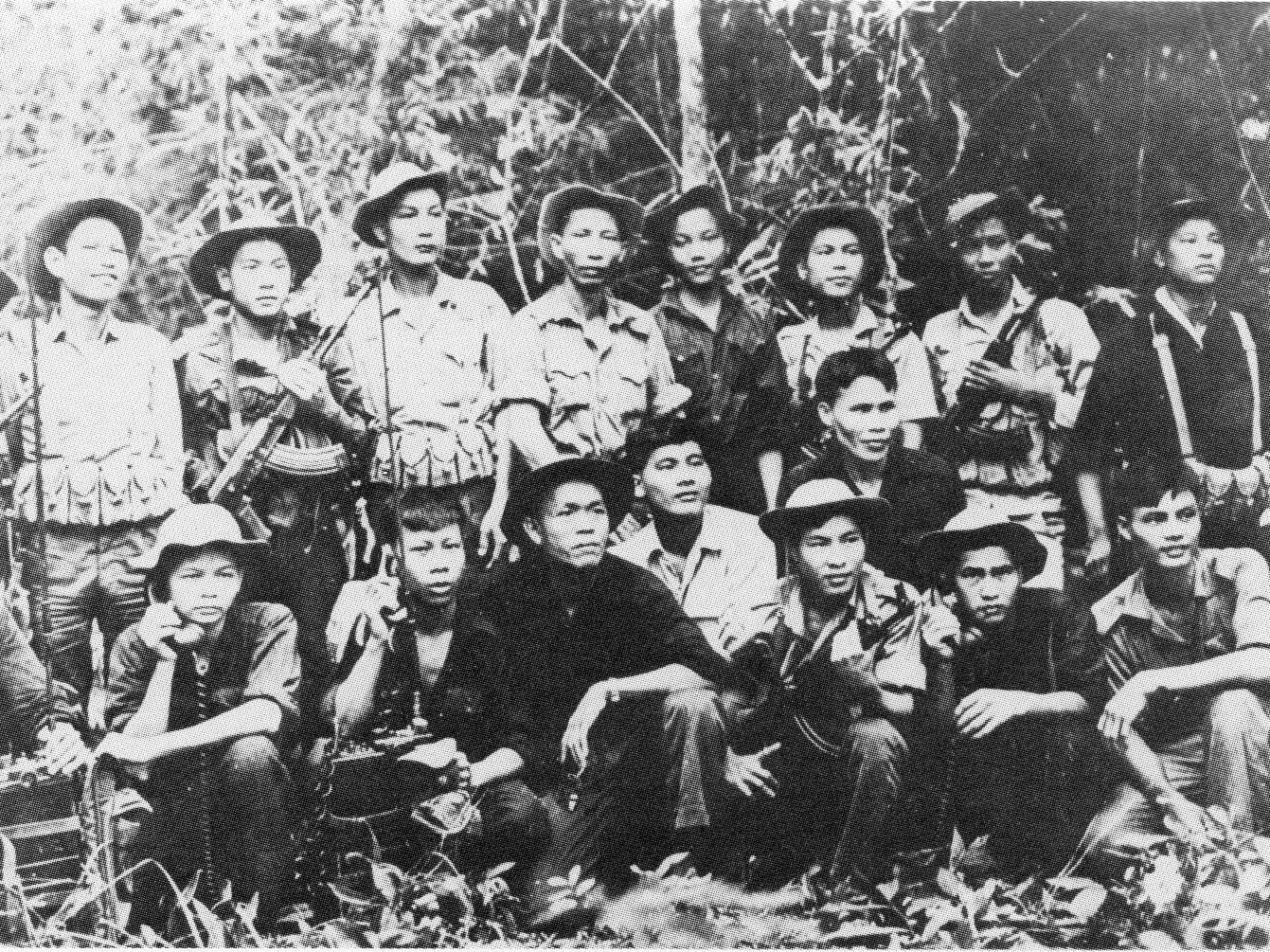
Tropes del FNA posen amb els nous fusells d'assalt AK-47 i les ràdios de camp estatunidenques.

D'acord al general Trần Văn Trà, el nou cap militar del COSVN, l'ofensiva tenia 3 fases distintes: la Primera Fase, programada per començar el 30 de gener, seria un ample assalt sobre les ciutats, conduïts principalment per les forces del FNA. Concurrentment, es llançaria una ofensiva propagandística per induir les tropes de l'ARVN a desertar i que la població sudvietnamita es revoltés contra el govern. Si no s'assolia la victòria, la batalla comportaria a creació d'un govern de coalició i la retirada dels estatunidencs. Si l'ofensiva general fracassava en assolir aquests objectius, seguirien operacions per desgastar l'enemic i encapçalar una ronda de negociacions; la Segona Fase va ser programada per començar el 5 de maig; i la Tercera Fase el 17 d'agost.
Els preparatius per a l'ofensiva estaven en marxa. La reunió logística començà a mitjans d'any, i el gener de 1968, 81.000 tones de subministraments i 200.000 soldats, incloent set regiments d'infanteria complets i 20 batallons independents van fer el viatge cap al sud per la ruta Ho Chi Minh. Aquest esforç logístic també involucrà rearmar el FNA amb els nous fusells d'assalt AK-47 i els llança-granades propulsades per coet B-40, que els garantien una potència de foc superior davant els seus oponents de l'ARVN, més mal armats. Per tal d'aplanar el camí i confondre els seus enemics de les seves intencions, Hanoi llançà una ofensiva diplomàtica: el ministre d'exteriors Tring anuncià el 30 de desembre que Hanoi "voldria" més que no pas "podria" obrir negociacions amb els Estats Units, si aquests acabaven incondicionalment l'operació Rolling Thunder, la campanya de bombardeig contra el Vietnam del Nord. Aquest anunci provocà una gran activitat diplomàtica (que acabà en no res) durant les darreres setmanes de l'any.
La intel·ligència militar del règim sud-vietnamita i l'estatunidenca estimaren que les forces nord-vietnamites i del FNA al Vietnam del Sud durant gener de 1968 totalitzaven 323.000 homes, incloent 130.000 regulars nord-vietnamites, 160.000 del FNA i membres de la infrastructura, i 33.000 de servei i en suport de les tropes. Estaven organitzats en 9 divisions formades per 35 regiments d'infanteria i 20 regiments d'artilleria o antiaeris, que estaven, pel seu costat, formats per 230 batallons i sis de sapadors.

### La falta de preparació imperialista

#### Sospites i diversions
Els senyals d'una acció de les forces comunistes d'alliberament nacional imminent no van passar desapercebuts entre el conjunt de l'aparell aliat d'intel·ligència a Saigon. Tant a finals d'estiu i durant la tardor de 1967, tant les agències d'intel·ligència sud-vietnamita com estatunidenca reberen pistes que indicaven un canvi significatiu en la planificació estratègica comunista. A mitjans de desembre l'acumulació de proves va fer convèncer a Washington i a Saigon que quelcom gros estava en marxa. Durant els darrers tres mesos de l'any les agències d'intel·ligència havien observat senyals d'una gran concentració militar nord-vietnamita. A més dels documents capturats (per exemple, a inicis d'octubre es capturà una còpia de la "Resolució 13"), les observacions de les operacions logístiques enemigues també eren molt clares:, la quantitat de camions observats dirigint-se cap al sud a través de Laos per la Ruta Hồ Chí Minh passà d'una mitjana mensual de 480 a 1.116 a l'octubre; 3.823 al novembre i 6.315 al desembre. El 20 de desembre, Westmoreland envià un missatge a Washington que esperava que el FNA i l'Exèrcit Popular del Vietnam «emprenguessin un esforç intens per tot el país, potser un esforç màxim, durant un període relativament curt.»

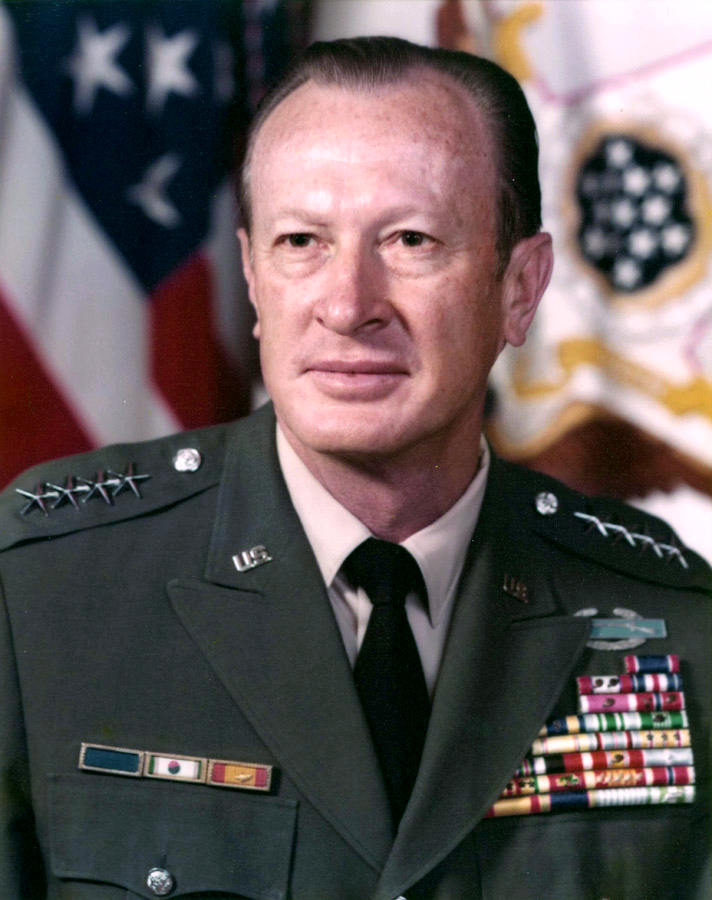
El tinent general Frederick Weyand, comandant de la II Força de Camp

Malgrat tots els signes d'alerta, els aliats encara van quedar sorpresos per l'escala i l'abast de l'objectiu. D'acord el coronel de l'ARVN Hoang Ngoc Lung la resposta descansava amb la mateixa intel·ligència aliada, que tendia a estimar el probable curs d'acció de l'enemic basant-se en les seves capacitats, no en les seves intencions. Com que, des de les estimacions dels invasors estatunidencs i els seus aliats, els comunistes difícilment tenien la capacitat de llançar una empresa ambiciosa: "Hi havien poques possibilitats que l'enemic pogués iniciar una ofensiva general, independentment de les seves intencions." La resposta podia ser parcialment explicada per la manca de coordinació i cooperació entre les diverses branques d'intel·ligència, tant sud-vietnamites com estatunidenques. La situació des de la perspectiva estatunidenca estava millor resumida per un analista d'intel·ligència del MACV: «Si haguéssim tingut tot el pla de batalla, no l'hauríem cregut. No hauria estat creïble per a nosaltres.»
Des de la primavera i fins a la tardor de 1967, el Comandament Estatunidenc a Saigon estava perplex per una sèrie d'accions iniciades pels nord-vietnamites i el FNA a les regions frontereres. El 24 d'abril, una patrulla dels marines rebutjaren prematurament una ofensiva nord-vietnamita destinada a capturar l'aeròdrom i la base de combat a Khe Sanh, l'ancora occidental de les posicions defensives dels Marines a la província de Quảng Trị. En el moment que l'acció acabà al maig, 940 soldats vietnamites i 155 marines havien mort. Durant 49 dies durant inicis de setembre i fins a octubre, els nord-vietnamites començaren a bombardejar els marines a Con Thien, just al sud de la Zona Desmilitaritzada (DMZ). L'intens bombardeig (100-150 obusos diaris) van fer que Westmoreland llancés l'operació Neutralize, una intensa campanya de bombardeig aeri de 4.000 sortides dins i just al nord de la línia de demarcació.
El 27 d'octubre, un batalló de l'ARVN a Sông Bé, la capital de la província de Phước Long, va patir l'atac de tot un regiment nord-vietnamita. Dos dies després, un altre regiment nord-vietnamita atacà un post fronterer de les forces especials dels Estats Units a Lộc Ninh, a la província de Bình Long. Aquest atac va ser el preludi d'una batalla de 10 dies on participaren elements de la 1a divisió d'infanteria dels Estats Units i la 18a divisió de l'ARVN, que deixà 800 soldats nord-vietnamites morts en acabar.
La més severa de les que es coneixerien com a "les batalles frontereres" va tenir lloc entre octubre i novembre al voltant de Dak To, un altre post fronterer de la província de Kon Tum. Els combats entre quatre regiments de la 1a divisió nord-vietanmita, la 5a divisió d'infanteria estatunidenca, la 173a brigada paracaigudista, i infanteria de l'ARVN i elements paracaigudistes, que s'estengué durant 2 dies. Quan el combat finalitzà, entre 1.200 i 1.600 soldats nord-vietnamites i 262 d'estatunidencs havien mort. La intel·ligència del MACV estava confusa sobre els possibles motius del Vietnam del Nord en llançar totes aquestes accions a gran escala en regions remotes on l'artilleria i el poder aeri estatunidenc es podia fer servir indiscriminadament, la qual cosa significava que aquestes operacions no tenien cap sentit ni tàctic ni estratègic. El que el Vietnam del Nord estava fent era portar a terme la primera etapa del seu pla: fixar l'atenció del comandament estatunidenc a les fronteres i fer que el gruix de les seves tropes estiguessin lluny de les terres baixes i ciutats costaneres, amb una gran densitat de població.
Westmoreland estava més amoïnat per la situació a Khe Sanh, on, el 21 de gener, una força estimada d'entre 20.000 i 40.000 soldats nord-vietnamites havia assetjat la guarnició dels marines. El MACV estava convençut que els nord-vietnamites planejaven llançar un atac i superar la base com a preludi per a un esforç absolut per assolit les dues províncies més septentrionals del Vietnam del Sud. Per fer front a qualsevol possibilitat, desplegà 250.000 homes, inclosa la meitat dels batallons de maniobra del MACV al I Cos Tàctic.
El curs dels esdeveniments preocupà el tinent general Frederick Weyand, comandant de les tropes estatunidenques del III Cos, que incloïa el Districte Militar Capital. Weyand, antic oficial d'intel·ligència, sospitava sobre el model de les activitats comunistes a la seva zona de responsabilitat i notificà a Westmoreland les seves preocupacions el 10 de gener. Westmoreland es mostrà d'acord amb la seva estimació i ordenà que 15 batallons estatunidencs es redespleguessin de posicions properes a la frontera amb Cambodja fins als afores de Saigon. Quan començà l'ofensiva, un total de 27 batallons aliats defensaven la ciutat i la rodalia. Aquest redesplegament pot haver estat una de les decisions més crítiques de la guerra.

#### Abans de l'ofensiva

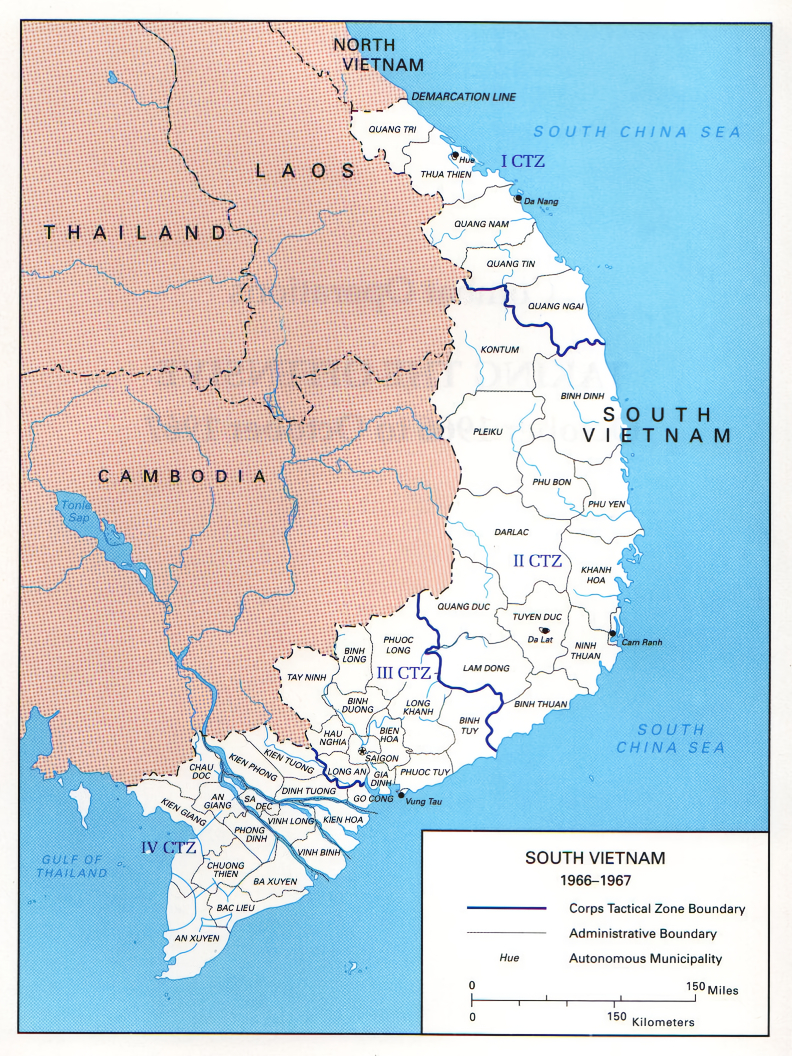
Zones tàctiques de Cos, Vietnam del Sud

A inicis de gener de 1968, els Estats Units havien desplegat 331.098 membres de l'exèrcit i 78.013 marines agrupades en 9 divisions, un regiment de cavalleria cuirassada i dues brigades separades al Vietnam del Sud. Se'ls va unir la 1a Task Force australiana, un regiment del reial exèrcit tailandès, dos divisions d'infanteria sud-coreans i una brigada del Cos de Marines de la República de Corea. La força sud-vietnamita sumava un total de 350.000 soldats a l'exèrcit, la força aèria, la Marina i el cos de marines. A més tenien el suport de 151.000 homes de les Forces Regionals Sud-Vietnamites i 149.000 homes de les Forces Populars Sud-Vietnamites, que eren els equivalents de les milícies regionals i locals.
En els dies immediatament previs a l'ofensiva, la preparació de les forces aliades estava relativament relaxada. Hanoi havia anunciat a l'octubre que observaria una treva de 7 dies, entre el 27 de gener i el 3 de febrer, per a les festes del Tet, i l'exèrcit sud-vietnamita va fer plans per permetre permisos recreatius per aproximadament la meitat de les seves forces. El general Westmoreland, que ja havia cancel·lat la treva al I Cos, va demanar al seu aliat que cancel·lés l'imminent alto el foc, però el President Thieu (que ja havia reduït l'alto el foc a 36 hores), es negà a fer-ho, afirmant que malmetria la moral de la tropa i només beneficiaria els propagandistes comunistes.
El 28 de gener 11 quadres del FNA van ser capturats a la ciutat de Qui Nhơn, mentre que es trobaven en possessió de dues cintes d'àudio registrades, on el missatge cridava a la població a les "ja ocupades Saigon, Huế i Da Nang." El vespre següent, el general Cao Van Vien, cap de l'Estat Major Conjunt General Vietnamita, ordenà als comandants dels seus quatre cossos que posessin en alerta les seves tropes. Malgrat això, va haver una mancança de sentit d'urgència per part dels aliats. Si Westmoreland comprenia el potencial del perill, no ho va comunicar bé a la resta. A la matinada del 30 de gener, 200 oficials estatunidencs, els quals tots ells servien a la intel·ligència del MACV de l'estat major, assistien a una festa a les seves casernes a Saigon. Segons James Meechan, un analista del Centre Combinat d'Intel·ligència que assistí a la festa, «No tenia idea que el Tet s'apropava, absolutament zero... Dels 200 oficials presents, ningú va dir que sabia que el Tet s'apropava, sense excepció.»
El general també fallà en comunicar les seves preocupacions adequadament a Washington. Tot i que havia advertit el President entre el 25 i el 30 de gener que atacs "generalitzats" comunistes estaven a la vista, els seus advertiments tendien a ser tan oblicus o tan d'acord amb l'optimisme oficial que fins i tot l'administració no estava preparada. Ningú, ni a Washington ni al Vietnam, s'esperava el que passaria.

## L'ofensiva
| « | Colpegeu el cel, sacsegeu la terra | » |
| — Missatge a les forces nord-vietnamites que els informava que estaven "a punt d'iniciar la major batalla de la història del nostre país". |                                    |   |

Ja fos per accident o disseny, la primera onada d'atacs començà poc després de la mitjanit del 30 de gener a les cinc capitals provincials al II Cos i Da Nang, del I Cos. Nha Trang, quarter general de la I Field Force, va ser la primera en rebre l'atac, seguida poc després de Ban Me Thuot, Kon Tum, Hội An, Tuy Hòa, Da Nang, Qui Nhơn i Pleiku. Durant totes aquestes operacions, tant les forces del FNA com les nord-vietnamites seguiren un pla semblant: atacs de morters o coets seguits immediatament d'assalts terrestres conduïts per elements del FNA de la mida d'un batalló, a vegades amb el suport d'unitats regulars nord-vietamites. Aquestes forces s'unirien als quadres locals que servirien com a guies per portar els regulars cap els quarters generals superiors sud-vietnamites i les estacions de radio. Les operacions, però, no estaven ben coordinades a nivell local. Quan arribà el dia, gairebé totes les forces comunistes havien estat expulsades dels seus objectius. El General Phillip B. Davidson, el nou cap d'intel·ligència del MACV, notificà a Westmoreland que «Això passarà a la resta del país de nit i demà al matí.» Totes les forces estatunidenques van ser posades en alerta màxima i es van donar ordres semblants a totes les unitats del ARVN. Els aliats, però respongueren sense cap sentit real d'urgència. Les ordres que cancel·laven els permisos arribaren massa tard o no se’ls va fer cas.

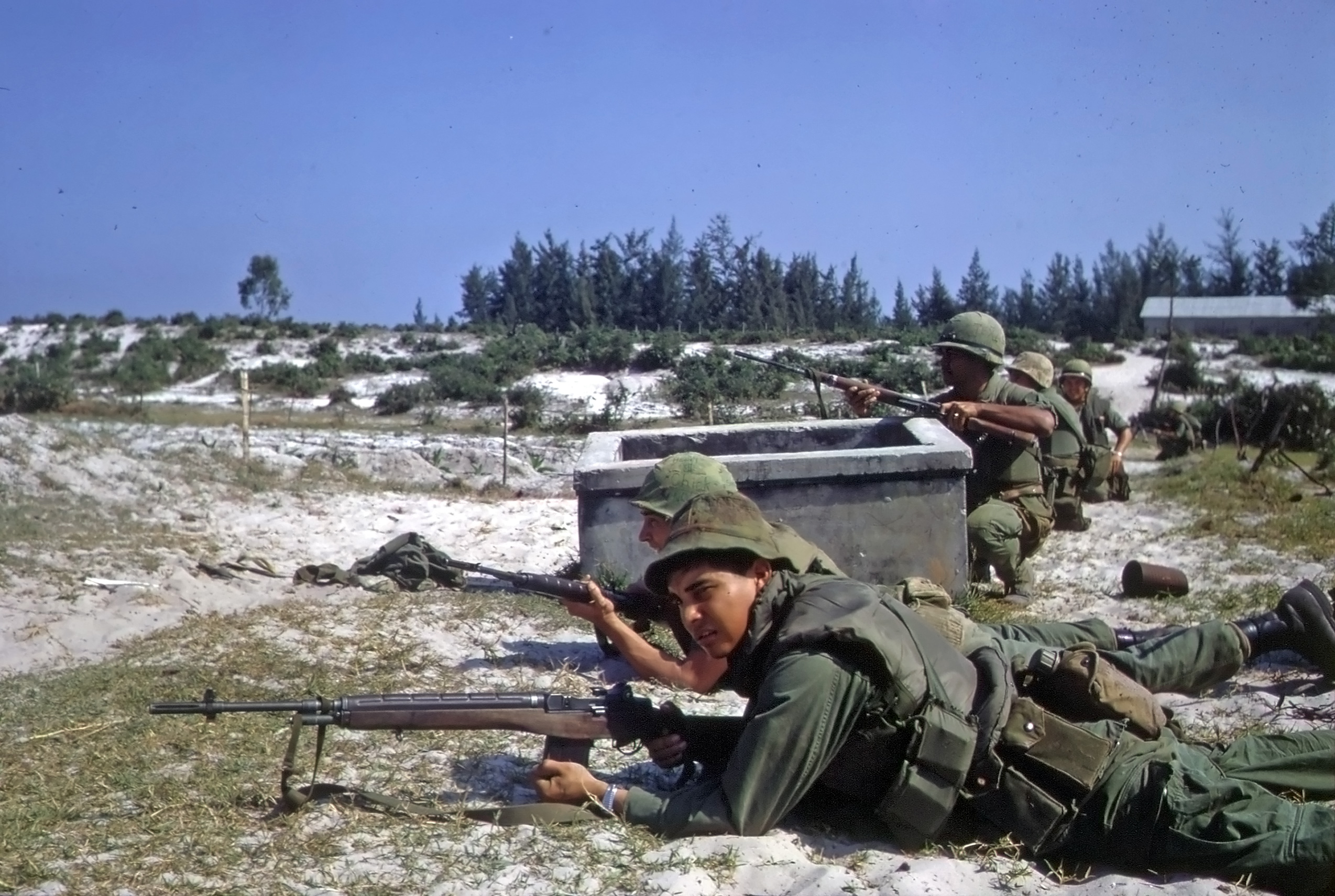
Marines estatunidencs, armats amb rifles M14, lluitant a Hamo

A les 3 del matí del 31 de gener les forces nord-vietnamites assaltaren Saigon, Cholon i Gia Dinh al Districte Militar de la Capital; Quảng Trị (de nou), Huế, Quang Tin, Tam Kỳ i Quảng Ngãi així com les bases estatunidenques de Phú Bài i Chu Lai del I Cos, Phan Thiết, Tuy Hòa, i les instal·lacions estatunidenques a Bong Son i An Khê del II Cos; i Cần Thơ i Vĩnh Long a IV Cos. L'endemà, Biên Hòa, Long Thanh, Bình Dương del III Cos i Kien Hoa, Dinh Tuong, Gò Công, Kiên Giang, Vĩnh Bình, Bến Tre i Kien Tuong del IV van ser atacats. El darrer atac de l'operació inicial va ser llançat contra Bạc Liêu al IV Cos el 10 de febrer. Aproximadament uns 84.000 soldats de l'EPV i del FNA van participar en els atacs, mentre que milers més actuaren com a reforços o forces de bloqueig. Les forces del FNA i l'EPV també llançaren foc de morter o llançaren coets contra tots el principals aeròdroms aliats i atacaren 64 capitals de districtes.
En la majoria dels casos, la defensa davant dels comunistes van ser una qüestió sud-vietnamita. Les milícies locals o les forces de l'ARVN, amb suport de la Policia Nacional, usualment van fer recular els atacants en dos o tres dies, a vegades en només hores; però continuà una dura lluita durant dies a Kon Tum, Buôn Ma Thuột, Phan Thiết, Cần Thơ i Bến Tre. El resultat en cada instància va ser dictat usualment per l'habilitat dels comandants locals; dels quals alguns van ser destacats, mentre que d'altres van ser covards o incompetents. Durant aquesta crisi crucial, però, cap unitat sud-vietnamita derrotà o trencà els comunistes.
Segons Westmoreland, respongué a la notícia dels atacs amb optimisme, tant a les presentacions dels mitjans com en els seus informes a Washington. D'acord amb observadors més propers, però, el general estava «bocabadat perquè els comunistes fossin capaços de coordinar tants atacs en un absolut secret.» i que estaven "desanimats i molt baixos de moral." Segons Clark Clifford, en el moment dels atacs inicials, la reacció dels caps militars estatunidencs “s'apropà al pànic”. Tot i que la valoració de Westmoreland sobre la situació era correcta, va fer que semblés confós en mantenir contínuament la seva creença que l'objectiu real dels nord-vietnamites era Khe Sanh i que 155 atacs i 84.000 soldats eren una “diversió” (posició que mantindria fins al 12 de febrer). El reporter del Washington Post Peter Braestrup resumí els sentiments dels seus col·legues preguntant «’’Com pot ser que qualsevol atac contra Saigon, especialment el centre de Saigon, sigui una diversió?’’»

### Saigon

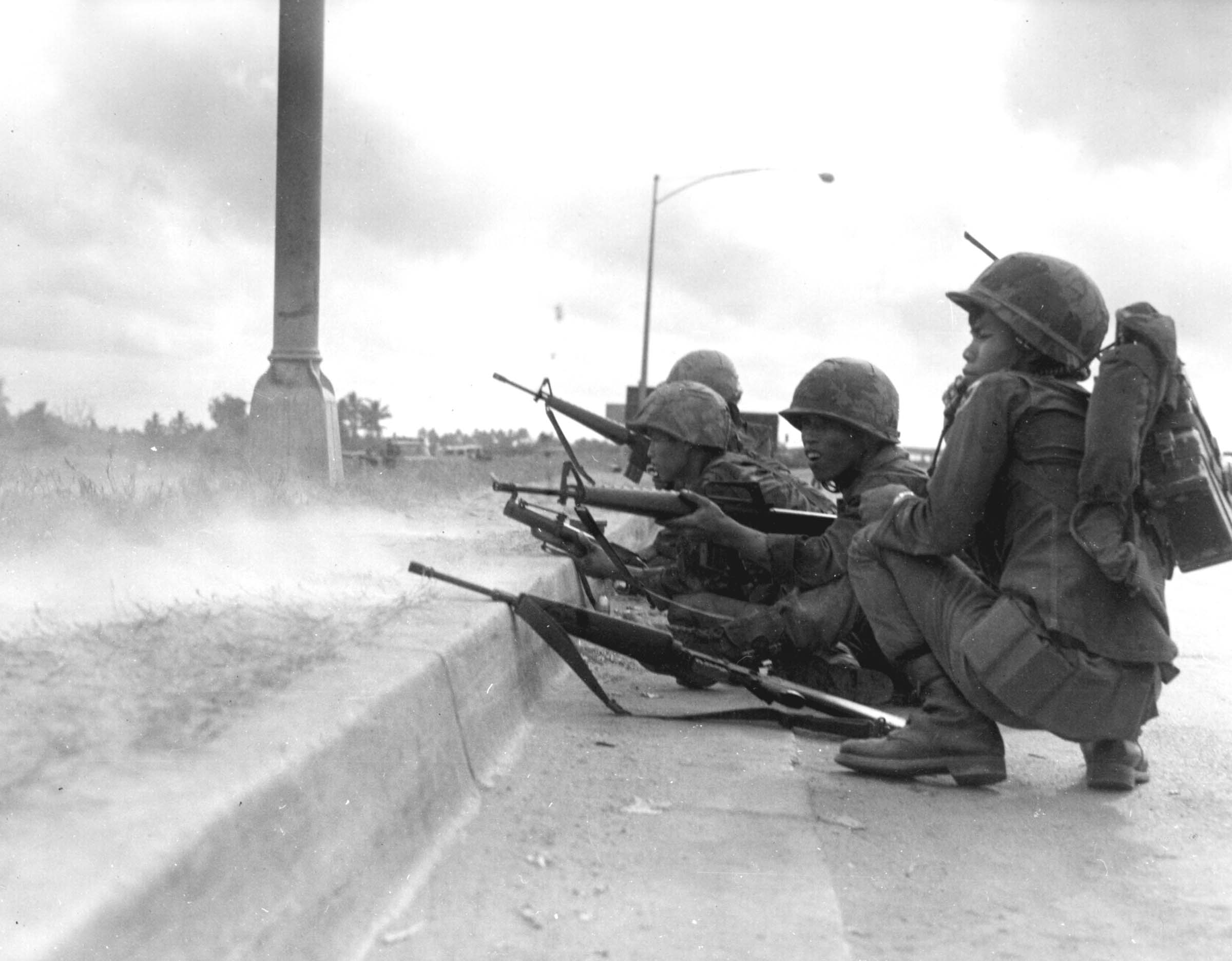
Rangers ARVN defensant Saigon

Tot i que Saigon era el focus de l'ofensiva, els comunistes i el FNAV no buscaven capturar totalment la ciutat. Tenien sis objectius principals que atacar a la zona del centre: el quarter general de l'Estat Major General del ARVN a la base aèria de Tan Son Nhut; el Palau de la independència, l'Ambaixada dels Estats Units a Saigon, el quarter general naval de Long Binh; i l'Emissora de Radio Nacional. Aquests objectius van ser tots ells assaltats per un petit nombre de milicians del Batalló de Sapadors C-10 local. A tot arreu de la ciutat o dels seus afores, deu batallons de la Força Local del Front Nacional d'Alliberament atacaren la comissaria central de la policia i el Comandament d'Artilleria i el quarter general del Comandament de Cuirassats (ambdós a Go Vap). El pla reclamava que totes aquestes forces inicials capturessin i mantinguessin les seves posicions durant 48 hores, fins que els reforços poguessin arribar per a rellevar-los.

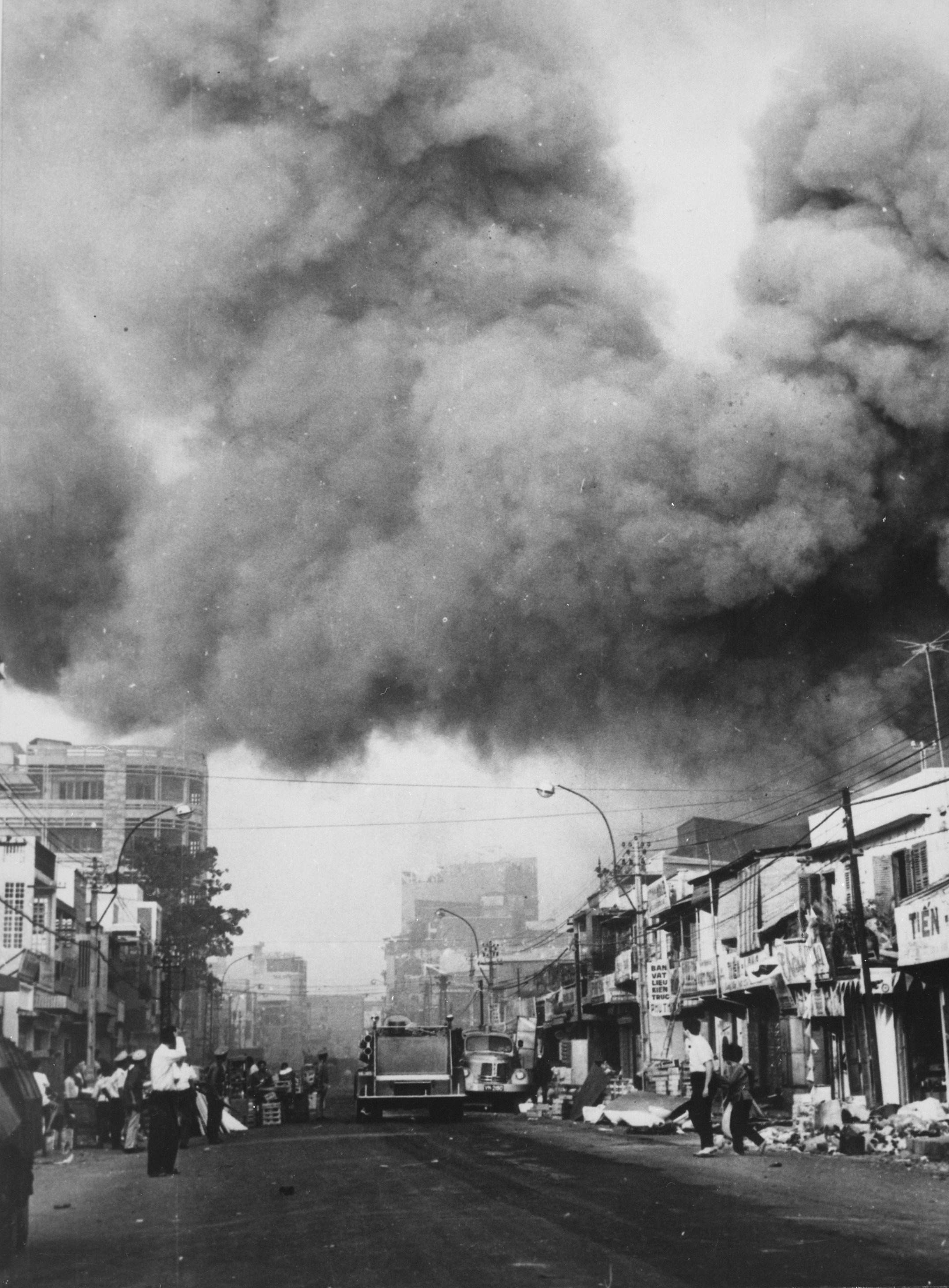
Fum negre cobreix zones de Sài Gòn durant l'Ofensiva del Tet

La defensa de la Zona Militar de la Capital era primàriament una responsabilitat sud-vietnamita, i inicialment va ser defensat per vuit batallons d'infanteria de l'ARVN i les forces de policia local. El 3 de febrer van ser reforçats per cinc batallons de Rangers d'ARVN, cinc del Cos de Marines i cinc batallons de paracaigudistes de l'ARVN. Unitats de l'exèrcit estatunidenc participaren en la defensa, incloent el 716 batalló de Policia Militar, set batallons d'infanteria (un mecanitzat), i sis batallons d'artilleria.
Al quarter general del Comandament de Cuirassats i d'Artilleria, situats a la punta nord de la ciutat, els nord-vietnamites planejaven usar els tancs i les peces d'artilleria capturades, però els tancs havien estat traslladats a una altra base dos mesos abans i els emplaçaments de l'artilleria havien estat eliminats, convertint-los en inútils.
Un dels objectius més importants del FNA, des d'un punt de vista simbòlic i propagandístic, era l'Emissora de Ràdio Nacional. Les tropes havien portat una cinta amb un missatge enregistrat de Hồ Chi Minh anunciant l'alliberament de Saigon i clamant per a un “Alçament general” contra el govern de Thiệu. Arribaren a l'edifici, mantenint-lo durant sis hores, i quan van quedar-se sense munició, els darrers vuit atacants el destruïren i se sacrificaren usant càrregues explosives, però van ser incapaços d'emetre el missatge a causa que havien tallat les línies d'audio des de l'estudi principal i fins a la torre tan bon punt l'estació havia estat atacada.
L'Ambaixada dels Estats Units a Saigon, un edifici de sis pisos situat en una zona de 1,62 hectàrees, havia estat completat al setembre. A les 02:45 va ser atacat per un equip de 19 sapadors que van fer un forat al mur de 8-peu-high (2.4 m) que envoltava el recinte i carregaren. Amb els oficials morts en l'atac inicial i el seu intent d'aconseguir accedir a l'edifici fracassat, els sapadors simplement van ser morts o capturats pels reforços que van desembarcar al sostre de l'edifici sis hores després. A les 09:20, l'ambaixada i rodalia estaven assegurats, amb la pèrdua de 5 estatunidencs.
Petites esquadres del FNA es desplegaren per la ciutat atacar diversos acantonaments d'oficials i tropa, les llars dels oficials de l'ARVN i comissaries de policia de districte. Proveïts de “llistes negres” d'oficials militars i de funcionaris, començaren a patrullar i a executar tot aquell que poguessin trobar.
L'1 de febrer el General Nguyễn Ngọc Loan, cap de la Policia Nacional, executà públicament l'oficial del FNA Nguyen Van Lem, vestit amb roba civil davant del fotògraf Edward T. Adams i d'un càmera. Aquella fotografia, amb el títol Saigon Execution, guanyà el Premi Pulitzer de 1969 per Fotografia de premsa i és àmpliament vista com el moment definitiu de la guerra del Vietnam per la seva influència sobre l'opinió pública als Estats Units sobre la guerra, fins al punt que és anomenada “la fotografia que va perdre la guerra”.
Fora de la ciutat dos batallons del FNAV atacaren el complex logístic i el quarter general estatunidenc a Long Binh. La base aèria de Biên Hòa va ser atacada per un batalló, mentre que l'adjacent quarter general III Cos de l'ARVN era l'objectiu de l'altre. La base aèria de Tan Son Nhut, a la zona nord-occidental de la ciutat, va ser atacada per tres batallons. Un batalló de paracaigudistes de l'ARVN, esperant transport per a Da Nang va anar-hi directament cap a l'acció i aturà l'atac. Un total de 35 batallons comunistes, moltes tropes dels quals eren persones que havien viscut i treballat durant anys a la capital o a la seva rodalia durant anys, van ser enviats cap els objectius a Saigon. Al vespre la majoria dels atacs al centre de la ciutat havien estat eliminats, però encara esclataren combats ferotges entre el FNA i les forces invasores al barri xinès de Cholon, al costat del circuit de Phu Tho, al sud-oest del centre de la ciutat, que estava sent emprat com a zona de comandament pels nord-vietnamites, esclatant una dura lluita casa per casa. El 4 de febrer, els habitants de la zona van haver d'abandonar les seves llars i la zona va ser declarada com a neta de combats. La lluita a la ciutat va concloure després d'un dur combat entre els ARVN Rangers i les forces del PAVN el 7 de març.
Excepte a Huế i les operacions de neteja a Saigon i la seva rodalia, el primer augment de l'ofensiva va acabar per a la segona setmana de febrer. Els Estats Units estimaren que durant la primera fase (30 de gener a 8 d'abril) aproximadament 45.000 soldats de l'EPV havien mort i un nombre desconegut havia estat ferit. Durant anys aquesta xifra s'ha considerat com a excessivament optimista per als EUA, car representava més de la meitat de les forces participants en la batalla. Stanley Karnow reclamà que confirmà aquesta xifra a Hanoi al 1981. El propi Westmoreland reconegué que en realitat era un nombre menor d'enemics, estimant que durant el mateix període 32.000 soldats de l'EPV havien estat morts i 5.800 més havien estat capturats. Els sud-vietnamites patiren 2.788 morts, 8.299 ferits i 587 desapareguts en acció. Els Estats Units i les altres forces invasores aliades patiren 1.536 morts, 7.764 ferits i 11 desapareguts.

### Huế

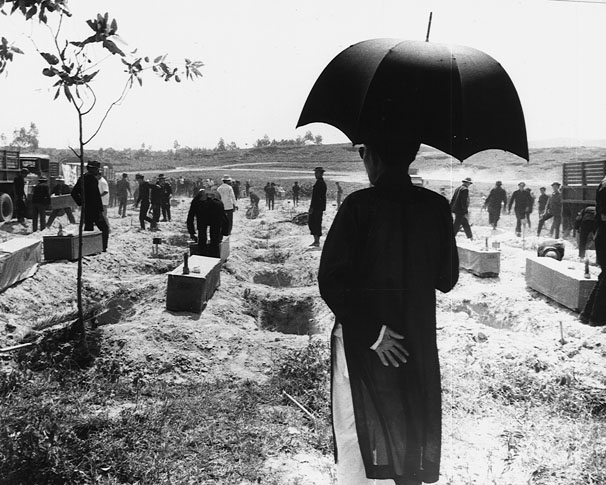
Enterrament de 300 víctimes de la Massacre de Huế de 1968

A les 03:40 del boirós matí del 31 de gener, les posicions defensives dels invasors i el règim de Thieu al nord del riu Perfume a la ciutat de Huế van rebre l'atac de morters i coets, sent a continuació atacades per dos batallons del 6è Regiment del EPV. El seu objectiu era el quarter general de la 1a divisió ARVN, situat a la Ciutadella, un complex de 7,77 km² de palaus, parcs i residències que estava envoltat per un fossat i una fortalesa de maó construïda a inicis del segle xix per l'emperador Gia Long. Els mal dirigits defensors de l'ARVN, dirigits pel general Ngo Quang Truong, aconseguiren mantenir les seves posicions, però la majoria de la ciutadella va caure en mans del EPV. A la riba sud del riu, el 4t regiment del PAVN intentà assetjar el quarter general local del MACV però es trobà amb uns 200 estatunidencs.7 La resta de la ciutat va ser superada per les forces de l'Exèrcit Popular Vietnamita (EPV) que inicialment sumaven uns 7.500 homes. Ambdós bàndols es dedicaren a partir d'aquell moment a reforçar-se i a portar subministraments a les seves forces. De 25 dies de duració, la batalla de Huế esdevingué una de les batalles més llargues i sanguinolentes de tota la guerra del Vietnam.
Durant els primers dies de l'ocupació nord-vietnamita, la intel·ligència estatunidenca subestimaren enormement la quantitat de tropes del EPV i menystingueren l'esforç que caldria per vèncer-los. El general Westmoreland informà a la Junta de Caps d'Estat Major que «l'enemic té aproximadament tres companyies a la ciutadella de Huế i els marines han enviat un batalló a la zona per fer-los fora» Com que no hi havia formacions estatunidenques estacionades a Huế, les tropes de relleu van haver de venir de Phu Bai, a 8 kilòmetres al sud-est. Enmig d'un plugim boirós, membres de la 1a divisió de Marines i soldats de la 1a divisió de l'ARVN netejaren la ciutat carrer per carrer i casa per casa, en una forma de guerra urbana mortal i destructiva que els soldats estatunidencs no s'havien vist involucrats des de la batalla de Seül durant la guerra de Corea, i per a la qual no havien estat entrenats. A causa del significat històric i cultural de la ciutat, les forces estatunidenques no van realitzar atacs aeris ni artillers com havien fet àmpliament en d'altres ciutats.

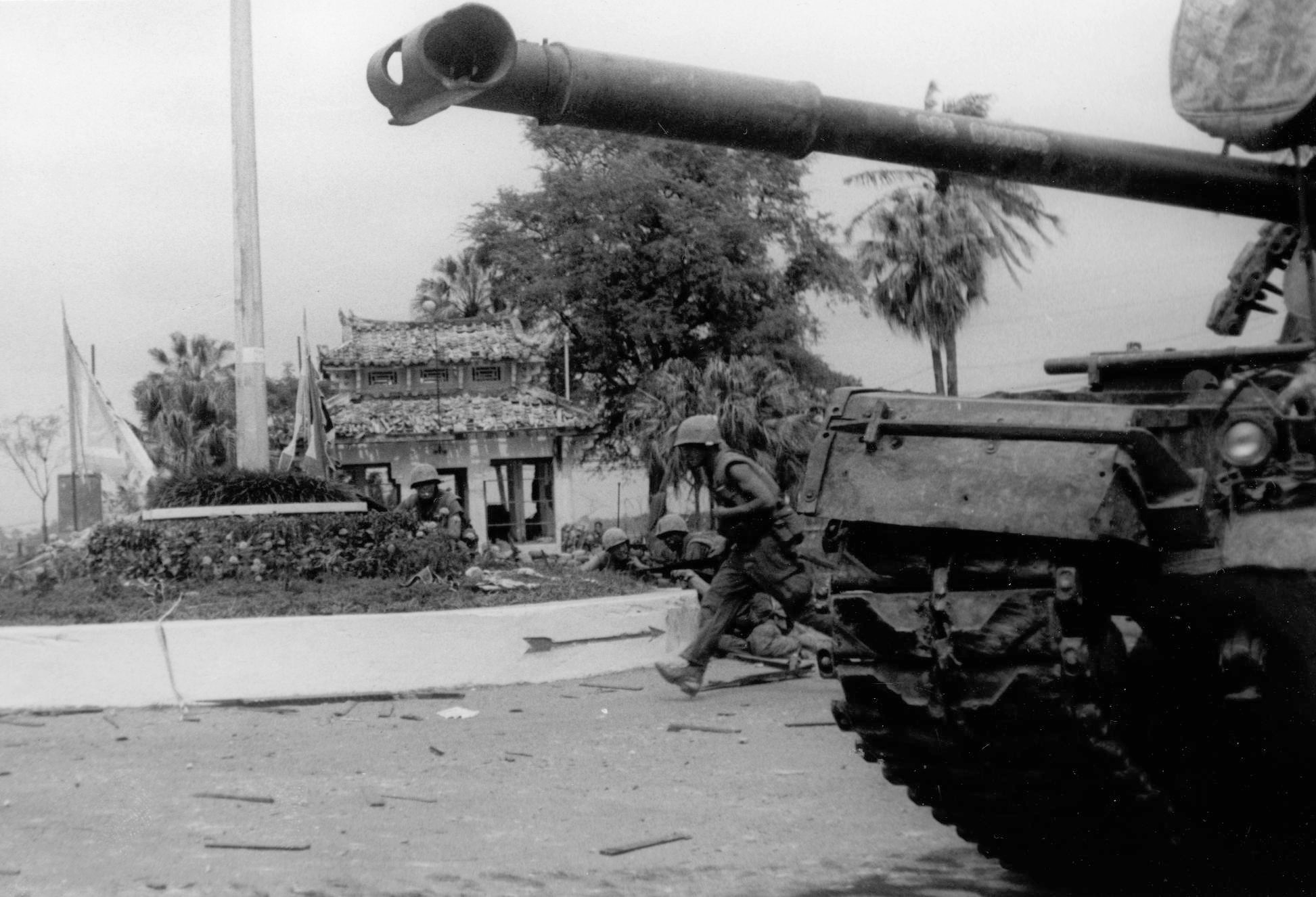
Marines avancen darrera d'un tanc M48 Patton durant la batalla de Huế

Fora de Huế, elements de la 1a divisió aèria de cavalleria i la 101a divisió aerotransportada lluitaven per segellar l'accés de l'EPV i tallar les seves línies de subministrament i reforç. En aquest punt de la batalla, entre 16 i 18 batallons del EPV (entre 8.000 i 11.000 homes) estaven lluitant tant a la mateixa ciutat com a les seves rodalies. Dos dels regiments nordvietnamites havien fet una marxa forçada des de la veïna Khe Sanh a Huế per tal de participar en el combat. Durant la major part de febrer, els Aliats gradualment lluitaren en el camí vers la Ciutadella, que només es va poder conquerir després de quatre dies de combat intens. La ciutat no es declarà reconquerida per les tropes estatunidenques i sud-vietnamites fins al 24 de febrer, quan membres del 2n batalló, 3r regiment, 1a divisió ARVN hissaren la bandera sud-vietnamita sobre el Palau de la Pau Perfecta.
Durant la intensa acció, els aliats estimaren que les tropes nord-vietnamites van tenir entre 1.042 i 5.000 morts i 89 capturats a la ciutat i rodalia. 216 marines estatunidencs havien resultat morts, a més de 1609 que van ser ferits. L'ARVN patí 421 morts, 2.123 ferits i 31 desapareguts. Més de 5.800 civils van resultar morts durant la batalla, a més de 116.000 que van quedar sense casa, d'una població original de 140.000. Entre un 40 i un 50% de Huế estava destruït en finalitzar la batalla.
Després de la reconquesta de la ciutat, la descoberta de diverses tombes comunes (la darrera de les quals va ser oberta al 1970) de ciutadans de Huế obrí una controvèrsia que no s'ha apaivagat amb el temps. Les víctimes havien estat colpejades o disparades o simplement enterrades vives. L'explicació oficial aliada va ser que durant l'ocupació inicial de la ciutat, el EPV ràpidament havia començat a reunir sistemàticament (amb l'excusa de reeducació) i a continuació executà uns 2.800 civils sudvietnamites que havien col·laborat amb els invasors nord-americans i els seus aliats. Els presos en custòdia eren personal militar, funcionaris en actiu o no, professors, policies i religiosos. L'historiador Gunther Lewy afirmà que un document capturat del FNA afirmà que els comunistes «havien elimitat 1.892 personal administratiu, 38 policies, 790 tirans. » L'oficial nordvietnamita Bui Tin, remogué les aigües quan afirmà que les seves forces havien reunit captius "reaccionaris" per tal de ser traslladats cap al nord, però que els comandants locals, sota les exigències de batalla, els havien executat.
El general Ngo Quang Truong, comandant de la 1a divisió ARVN, l'exèrcit del govern titella recolzat pels EStats Units sostenia que els col·laboracionistes captius havien estat executats pels comunistes per tal de protegir les identitats dels membres de la infraestructura local del FNA, les cobertures dels quals havien estat descobertes. Les circumstàncies exactes que portaren a la mort d'aquells ciutadans de Huế descoberts en grans tombes comunes potser mai no es descobriran exactament, però la majoria de les víctimes van ser mortes com a resultat de les execucions del EPV i el Front Nacional d'Alliberament, considerant les proves dels documents capturats i les testimonis presents, entre altres coses. L'agència Hanoi Press difongué la informació "Combinant activament els seus esforços amb els de les Forces Armades d'Alliberament Popular i altres unitats de defensa personal i armades de la ciutat de Huế van arrestats i cridar a rendir-se els funcionaris supervivents de l'administració titella i oficials i membres de l'exèrcit de titella. Els agents més cruels han estat castigats." La versió de la propaganda nord-americana fou que havia estat una massacre dels homes de l'AVRN i els funcionaris i agents de l'administració.

### Khe Sanh
L'atac sobre Khe Sanh, que començà el 21 de gener abans que la resta d'ofensiva, podria tenir dos propòsits: un intent real d'assetjar la posició o una diversió des distreure l'atenció estatunidenca i les forces lluny dels centres de població a les terres baixes, una diversió que era "tant plausible com fàcil d'orquestrar". D'acord amb l'opinió del general Westmoreland, el propòsit de la Base de Combat era provocar els nord-vietnamites a una confrontació centrada i prolongada en una zona geogràficament confinada, en la qual es podria aplicar l'ús massiu de l'artilleria i els atacs aeris que provocarien grans baixes en una zona relativament poc poblada. A finals de 1967, el MACV havia mogut gairebé la meitat dels seus batallons de maniobra al I Cos en previsió a una batalla.

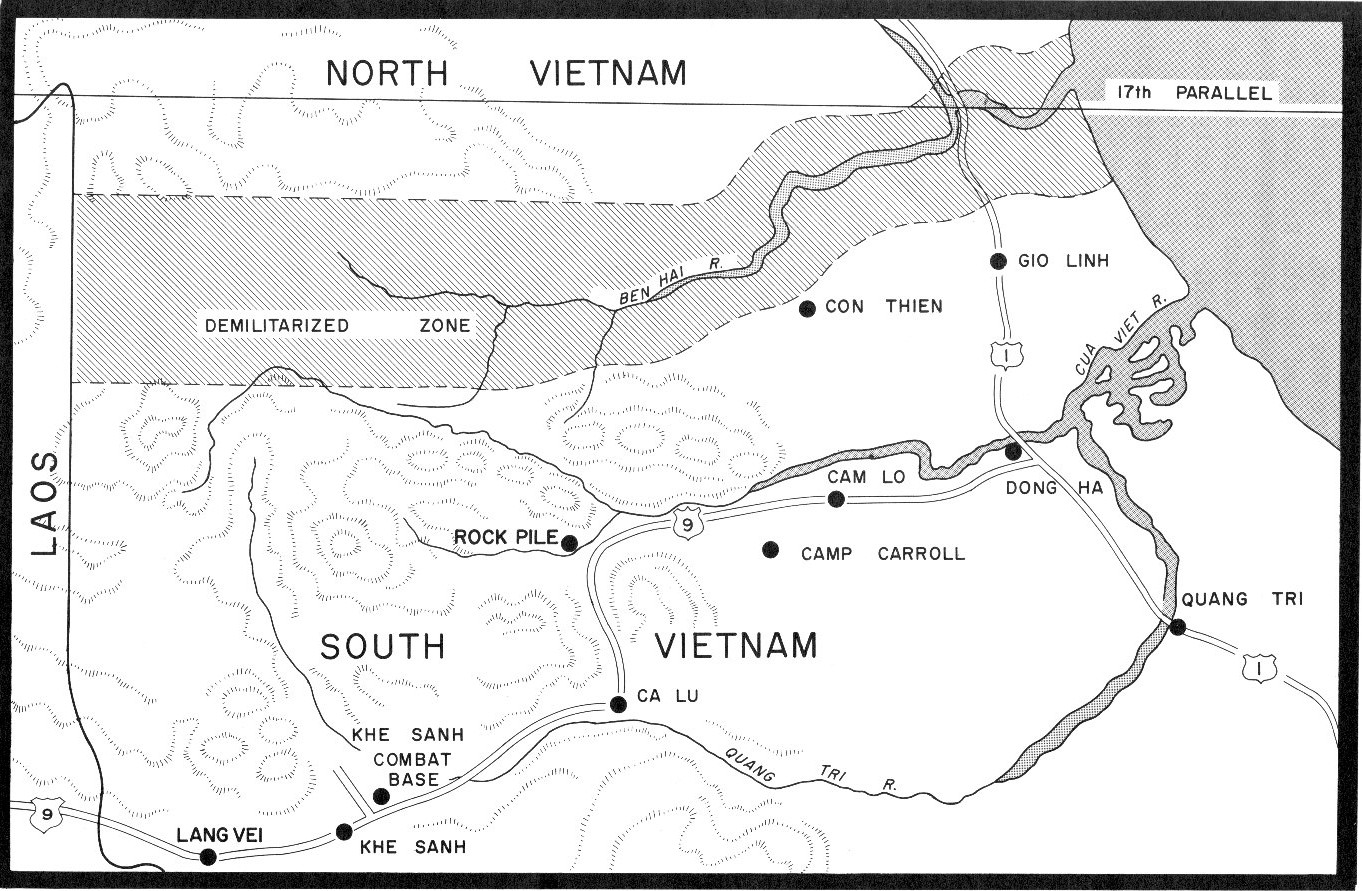
Northern Quảng Trị Province & DMZ.

Westmoreland, així com els mitjans estatunidencs que cobriren àmpliament l'acció, sovint van fer comparacions inevitables entre les accions a Khe Sanh i la batalla de Điện Biên Phủ, on una base francesa va ser assetjada i finalment destruïda per les forces del Viet Minh sota el comandament del general Giáp durant la Primera Guerra d'Indoxina. Westmoreland, que sabia com li agradaven a Nguyen Chi Thanh les operacions a gran escala, però que no sabia que havia mort, creia que volia intentar replicar aquella victòria. Intentà preparar el seu propi "Dien Bien Phu en revers"
Khe Sanh i els seus 6.000 defensors del Cos de Marines, de l'exèrcit i de l'ARVN estaven envoltats per dues o tres divisions nord-vietnamites, les quals sumaven aproximadament uns 20.000 homes. Durant el setge, que s'estengué fins al 8 d'abril, els aliats van rebre foc de morter, coets i d'artilleria, combinats amb esporàdics atacs d'infanteria a petita escala contra les posicions exteriors. A excepció de la superació de les forces especials dels Estats Units a Lang Vei, però, mai no va haver un gran assalt terrestre sobre la base i la batalla es convertí majorment en un duel entre els artillers estatunidencs i nord-vietnamites, combinats amb grans atacs aeris per part de les aeronaus estatunidenques. Al final del setge, els avions de la USAF, del Cos de Marines i de la Marina havien llençat 39.179 tones de bombes en defensa de la base.
La ruta d'aprovisionament terrestre fins a la base va ser tallada, i el reaprovisionament aeri mitjançant avions de transport es convertí en quelcom extremadament perillós a casa de l'intens foc antiaeri nord-vietnamita. Gràcies als "Super Gaggles" d'alta velocitat que empraven els caces bombarders en combinació d'una gran quantitat d'helicòpters de subministrament, i l'ús dels C-130 Hercules emprant el mètode LAPES de lliurament, el transport aeri de mercaderies mai no s'aturà.
Quan s'inicià l'ofensiva del Tet, la sensació al MACV era que la base podia patir un seriós atac. Al I Cos, la Treva del Tet havia estat cancel·lada en previsió d'un atac comunista que mai no va tenir lloc. L'ofensiva passà Khe Sanh i la batalla continuà intermitentment. La fixació de Westmoreland en la base continuà fins i tot quan la batalla s'apropava a Saigon. L'1 de febrer, quan l'ofensiva assolia el seu clímax, va redactar un memoran al seu seu estat major, memorand que mai no va ser lliurat, afirmant que «L'enemic està intentant confondre l'objectiu... Sospito que també està intentant dirigir l'atenció de tothom lluny de la zona de la major amenaça, la part nord del I Cos. Deixeu-me advertir a tothom que no es confongui.»
Al final, les tres brigades de la 1a Divisió de Cavalleria arribaren el 8 d'abril a Khe Sanh en una operació de relleu (l'operació Pegas), però les forces nord-vietnamites ja havien abandonat la zona. Ambdós bàndols afirmaren que la batalla havia servit pel seu objectiu previst. El MACV estimà que uns 5.500 soldats nord-vietnamites havien resultat morts i molts més ferits. Durant l'operació Pegàs, 730 invasors estatunidencs van resultar morts i 2.642 van ser ferits.

### Fases II i III

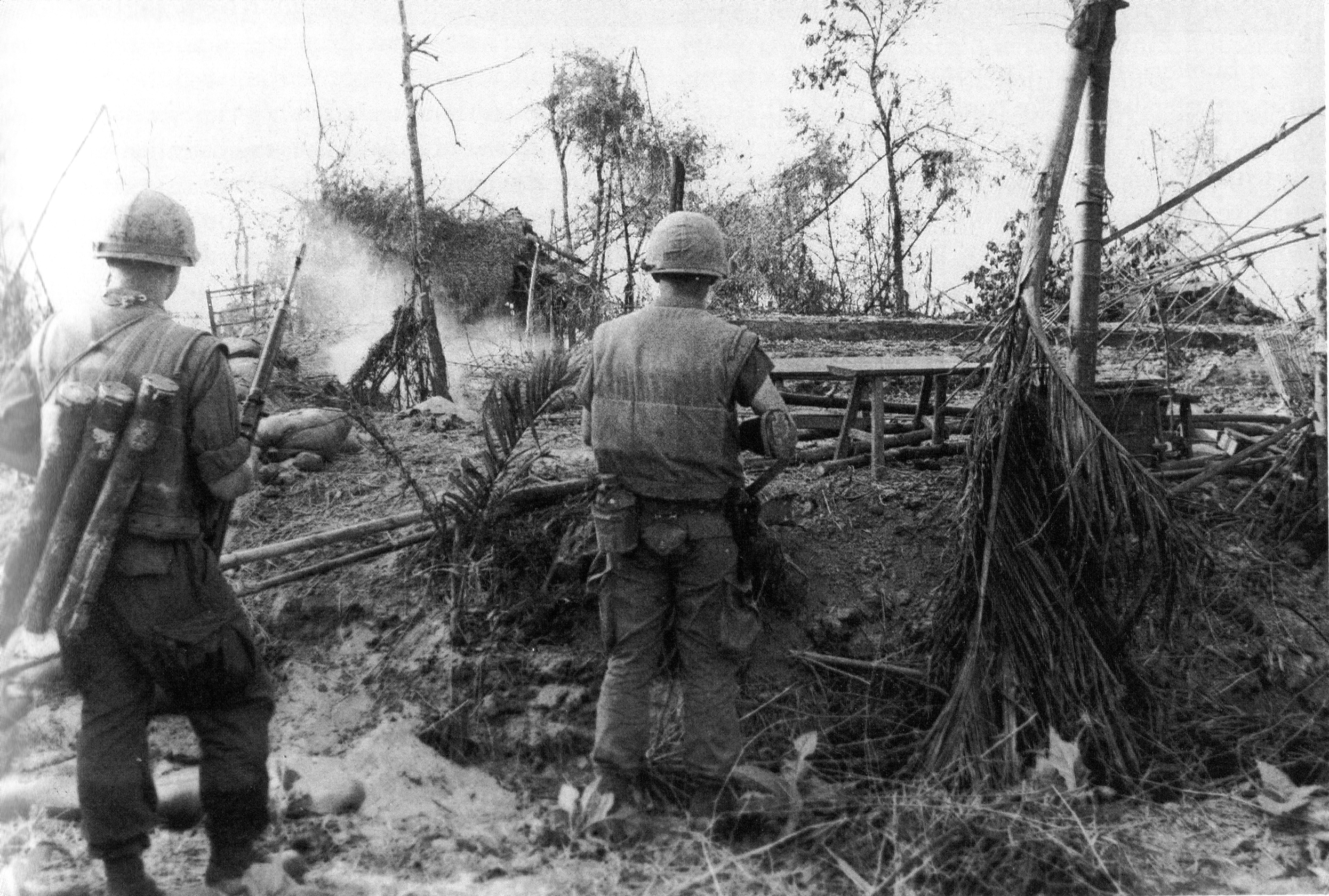
Marines movent-se enmig de les runes del llogaret de Dai Do, després de diversos dies de lluita

Per tal d'assolir una postura política més forta a les converses de París, que havien d'inaugurar-se el 13 de maig, els nord-vietnamites començaren la segona fase de l'Ofensiva General a finals d'abril. Les fonts de la intel·ligència dels Estats Units estivaren entre febrer i maig que els nord-vietnamites mogueren 50.000 homes per la Ruta Ho Chi Minh per substituir les pèrdues d'inicis de la lluita. Alguns dels combats més prolongats de la guerra començaren el 29 d'abril i s'estengueren fins al 30 de maig, quan els 8.0000 homes de la 320a Divisió del EPV, amb suport d'artilleria, amenaçaren la base logística estatunidenca a Dong Ha, al nord-oest de la província de Quảng Tri. En el que es coneix com la batalla de Bai Do, els nord-vietnamites lluitaren salvatgement les tropes dels Marines, de l'exèrcit de l'ARVN abans de retirar-se. S'estima que els nord-vietnamites van perdre uns 2.100 homes, després de causar 290 morts i 946 ferits entre els invasors i els seus aliats locals.
Durant les primeres hores del 4 de maig, les unitats comunistes iniciaren la segona fase de l'ofensiva (coneguda pels sud-vietnamites i els estatunidencs com el "Petit Tet") atacant 119 objectius a Vietnam del Sud, incloent Saigon. Aquesta vegada, però, la intel·ligència aliada estava millor preparada, eliminant l'element sorpresa. La major part de les forces comunistes van ser interceptats per pantalles aliades abans no arribessin als seus objectius. 13 batallons del Viet Cong, però, aconseguiren esmunyir-se entre el cordó i de nou portaren el caos a la capital. Diversos combats van tenir lloc a Phu Lam (on costà dos dies expulsar el 267è batalló de la Força Local del Viet Cong), al voltant del Pont-Y i a Tan Son Nhut. El 12 de maig, però, tot havia acabat. Les forces del Viet Cong es retiraren de la zona deixant uns 3.000 morts.
Els combats tot just havien acabat a Saigon quan les tropes estatunidenques a la província de Quàng Tin patí el que, sense dubte, va ser la derrota estatunidenca més seriosa de la guerra. El 10 de maig dos regiments de la 2a divisió PAVN van atacar Kham Duc, el darrer camp de les forces especials del I Cos. 1.800 soldats estatunidencs i sud-vietnamites van quedar aïllats i sota un atac intens quan el MACV va prendre la decisió d'evitar una situació reminiscent del que succeí a Khe Sanh. Kham Duc va ser evacuat per aire sota el foc, i abandonat als nord-vietnamites.
Els comunistes tornaren a Saigon el 25 de maig i llançaren una segona onada d'atacs contra la ciutat. Els combats durant aquest fase diferien del "Tet Mau Than" i del "Mini-Tet" en que no s'atacà cap instal·lació estatunidenca. Durant aquesta sèrie d'accions les forces del Viet Cong ocuparen sis pagodes budistes en la creença errònia que serien immunes de l'artilleria i els atacs aeris. Els combats més ferotges van tenir lloc de nou a Cholon. Un fet notable va tenir lloc el 18 de juny, quan 152 membres del Regiment Quyet Thang el Viet Cong es rendiren a les forces de l'ARVN, la major rendició de comunistes de tota la guerra. Les accions també comportaren més morts i patiments entre els habitants de la ciutat. Uns 87.000 quedaren sense llar, mentre que unes 500 van ser mortes i unes 4.500 més resultaren ferides. Durant la segona fase (5 a 30 de maig) les baixes estatunidenques ascendiren a un 1.162 morts i 3.954 ferits, mentre que 143 soldats sud-vietnamites van ser morts i 643 van ser ferits.

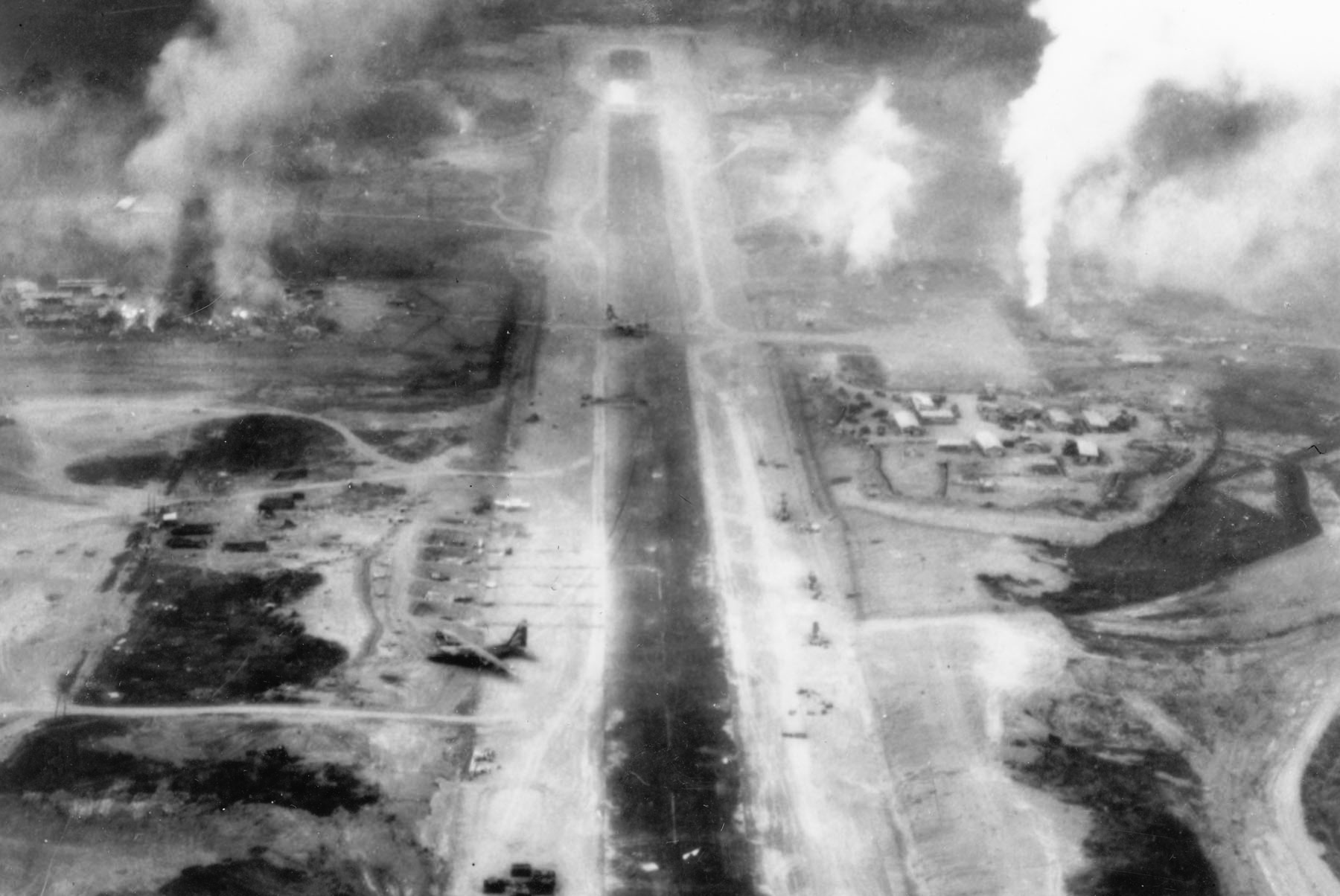
Kham Duc durant l'evacuació

La fase III de l'ofensiva començà el 17 d'agost i comportà atacs als Cossos I, II i III. Significativament, durant aquesta sèrie d'accions només participaren forces nord-vietnamites. L'ofensiva principal va estar precedida per atacs sobre les ciutats frontereres de Tây Ninh, An Lộc i Loc Ninh, on s'iniciaren per tal de retirar les tropes defensives de les ciutats. Una amenaça contra Da Nang va ser avortada pels marines estatunidencs el 16 d'agost. Seguint amb les seves operacions de neteja de les fronteres, tres regiments nord-vietnamites van pressionar al camp de les forces especials estatunidenques a Bu Prang, a la província de Quang Duc, a només cinc kilòmetres de la frontera amb Cambodja. Els combats acabaren dos dies abans que els nord-vietnamites broke it off; els combats resultaren en la mort de 776 nord-vietnamites, 114 sud-vietnamites i 2 estatunidencs.
Saigon va ser atacat de nou durant aquest fase, però els atacs van ser menys prolongats i de nou van poder ser rebutjats fàcilment. El MACV quedà amoïnat, assumint que l'ofensiva d'agost havia estat "un trist fracàs.". En cinc setmanes de combats i després de la pèrdua de 20.000 soldats, ni un sol objectiu havia estat assolit durant aquesta "fase final i decisiva". Durant el mateix període, les forces estatunidenques van patir uns 700 morts en acció.
L'immens nombre de baixes i el patiment sofert per les unitats comunistes durant totes aquestes operacions estava començant a fer-se palès. El fet que no hi havia guanys militars aparents que poguessin justificar tota la sang i esforços tan sols exacerbaren la situació. Durant la primera meitat del 1969, més de 20.000 tropes comunistes es dirigiren cap a les forces aliades. El 5 d'abril de 1969, el COSVN publicà la "Directiva 55" per a totes les seves unitats subordinades: «Mai més i sota cap circumstància hem de posar en risc tota la nostra força militar per a un únic objectiu. Pel contrari, hauríem de protegir el nostre potencial militar per a futures campanyes.»

## Conclusions

### Vietnam del Nord
El lideratge a Hanoi estava desanimat en l'esclat de l'ofensiva. L'objectiu primari i més ambiciós, produir un alçament general, acabà en un fracàs. En total, aproximadament entre 85.000 i 100.000 tropes comunistes participaren en la fase inicial i les posteriors. En total, durant les "Batalles de la Frontera" de 1967 i el 9 mesos de la campanya d'hivern-primavera, 45.267 tropes comunistes van morir en acció.
Les claus del fracàs del Tet no són difícil de discernir. Hanoi havia subestimat la mobilitat estratègica de les forces aliades, que els permetia redesplegar-se a voluntat a les àrees amenaçades; el seu pla de batalla era massa complex i difícil de coordinar, com es demostrà àmpliament en els atacs del 30 de gener; la seva violació del principi de massa, atacant a tot arreu en comptes de concentrar les seves forces sobre objectius específics, permeteren les seves forces a derrotades; el llançament d'atacs massius davant l'amenaça d'una potència de foc molt superior; i finalment, però nom menys important, l'assumpció incorrecta sota la que tota la campanya es basava.
D'acord al general Tran Van Tra: «No vam avaluar correctament l'equilibri específic de les nostres forces i les de l'enemic, no ens vam adonar que l'enemic encara tenia una capacitat considerable, i que les nostres eren limitades, i que teníem requeriments més enllà de la nostra força.»
L'esforç comunista per obtenir de nou el control del camp va tenir una mica més d'èxit. D'acord al Departament d'Estat dels Estats Units el Vietcong «Va fer la pacificació virtualment inoperativa. Al delta del Mekong el Vietcong ara era més fort que mai i en altres regions el camp pertany al VC». El general Wheler informà que l'ofensiva havia aturat programes de contrainsurgència i que «en una llarga extensió, el V.C. ara controlava el camp.» Desafortunadament pel Vietcong, aquest estat dels fets no acabà. Grans baixes i la reacció dels sud-vietnamites i estatunidencs resultaren en més pèrdues territorials i grans baixes.

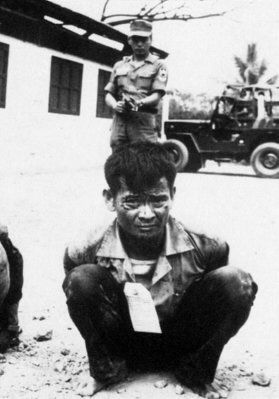
Un guerriller del Vietcong esperant ser interrogat després de ser capturat durant els atacs sobre Saigon.

Les grans pèrdues causades sobre les unitats del Vietcong colpejaren al cor de la infrastructura irremplaçable que havia estat construïda durant una dècada. El MACV estimà que 181.149 tropes del Vietcong i nord-vietnamites havien resultat morts durant 1968. Des d'aquest moment en endavant, Hanoi va ser forçat a omplir un terç dels comandaments del Vietcong amb regulars nord-vietnamites. Malgrat això, aquest canvi tingué poc efecte sobre la guerra, car els nord-vietnamites tenien poques dificultats en omplir les baixes ocasionades per l'ofensiva. Alguns historiadors occidentals han cregut que un motiu ulterior per la campanya va ser l'eliminació d'alguns membres del Partit originaris del Sud, permetent als del nord més control un cop s'havia guanyat la guerra.
No va ser fins a la conclusió de la primera fase de l'ofensiva que Hanoi s'adonà que els seus sacrificis podien no haver estat en va. El general Tran Do, el comandant nord-vietnamita a la batalla d'Huế, donà alguna perspectiva de com la derrota va ser convertida en una victòria:
| « | Honestament, no vam assolir el nostre objectiu principal, que era que esclatessin alçaments pel Sud. Tot i això, vam causar greus baixes als estatunidencs i a les seves titelles, i això va ser un guany enorme per a nosaltres. I per causar un impacte als Estats Units, que no havia estat la nostra intenció— però que es convertí en un resultat afortunat". | » |

Hanoi no havia previst l'efecte polític i psicològic que l'ofensiva tindria sobre els líders i la població dels Estats Units. Quan els líders del Nord van veure com els Estats Units reaccionaven a l'ofensiva, van començar a fer propaganda de la seva "victòria". L'inici de negociacions i la lluita diplomàtica, l'opció temuda pels militants del Partit abans de 'ofensiva, ràpidament passà a ocupar una la mateixa posició a la lluita militar.
El 5 de maig, Trường Chinh s'aixecà per dirigir-se al membres del Partit a un congrés i procedí a castigar els militants i la seva oferta per la ràpida victòria. La seva "facció-pallissa" inicià un seriós debat al lideratge del partit que durà quatre mesos. Com a líder de la facció "principal força de guerra" i "ràpida victòria", Lê Duẩn també va patir greus crítiques. L'agost, l'informe de >Chinh sobre la situació va ser acceptat, publicat i emès via Ràdio Hanoi.
Ell havia canviat l'estratègia de guerra de la nació i es va restablir com a consciència ideològica del partit. Mentrestant, el Vietcong proclamà el Govern Provisional Revolucionari de la República del Vietnam del Sud, i participà en les futures negociacions de pau amb aquest nom. Encara havien de passar 7 anys per a la victòria.

### Vietnam del Sud
Vietnam del Sud va ser una nació agitada tant durant com després de l'ofensiva. El conflicte entrava a les ciutats per primera vegada. Mentre que les tropes del govern es traslladaven per defensar les zones urbanes, el Vietcong es mogué per omplir el buit al camp. La violència i la destrucció vista durant l'ofensiva deixà una profunda ferida psicològica a la població civil sud-vietnamita. La confidència en el govern es trencà, car l'ofensiva semblava mostrar que fins i tot amb el gran suport estatunidenc, el govern no podia protegir els seus ciutadans.

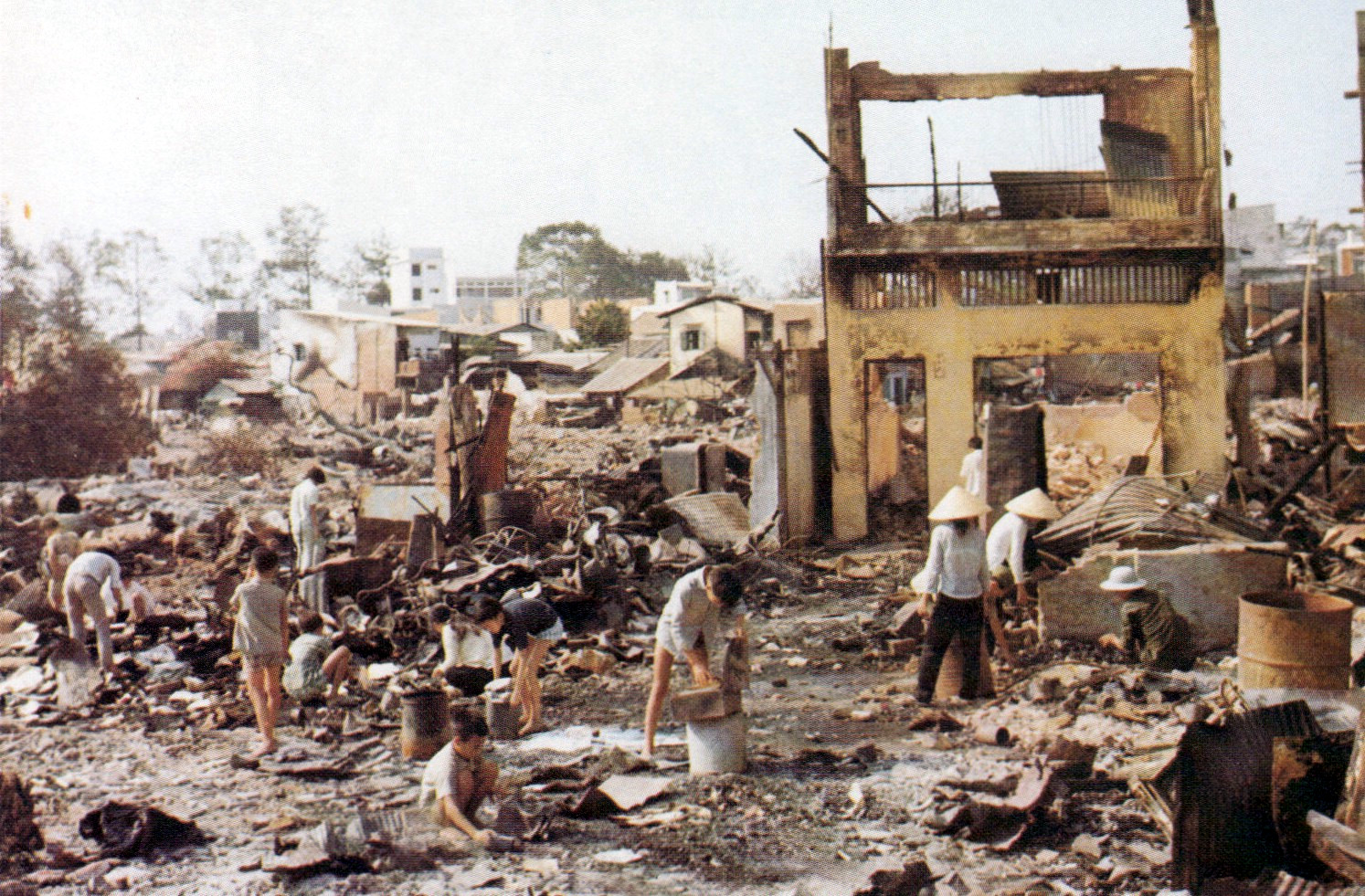
Civils es mouen entre les runes de les seves llars a Chlon, el molt malmès barri xinès de Saigon

El cost humà i material pel Vietnam del Sud va ser enorme: el govern estimà que havien mort uns 14.300 civils, a més de 24.000 més ferits. S'havien generat 630.000 nous refugiats, unint-se als 800.000 més ja desplaçats per la guerra. A finals de 1968, un de cada dotze sud-vietnamites vivia a un camp de refugiats. Més de 70.000 llars havien estat destruïdes durant els combats i potser unes 30.000 més havien quedat molt malmeses, a més que les infraestructures de la nació havien quedat virtualment destruïdes. L'exèrcit sud-vietnamita havia actuat millor que no pas esperaven els estatunidencs, patint des d'una moral molt baixa, amb taxes de deserció que creixien des del 10,5% abans del Tet al 16,5% al juliol. 1968 va ser l'any més mortífer de la guerra fins al moment per l'ARVN, amb 27.915 morts.
A més a més, a les moltes baixes civils causades per les forces estatunidenques per reconquerir les ciutats del NLF i del NVA, la presència dels combatents del NLF als pobles exposaren les seves bases rurals a atacar. Segons escriu Marilyn Young: 
«A la província de Long An, per exemple, les guerrilles locals que van prendre part a l'ofensiva de maig-juny van ser dividides en diverses seccions. Només 775 dels 2.018 d'una secció van sobreviure; un altre els perdé tots llevat de 640 sobre 1.430. La mateixa província va estar subjecte al que un historiador batejà com "My Lai des del cel" – a causa dels bombardeigs sense aturador dels B-52.»
A l'albada de l'ofensiva, però, el govern de Thieu mostrà una determinació fresca. L'1 de febrer Thieu declarà l'estat de llei marcial i, el 15 de juny, l'Assemblea Nacional acceptà la seva petició per a una mobilització general de la població i la introducció de 200.000 reclutes a les forces armades a finals d'any (un decret que havia caigut al parlament només 5 mesos abans a causa de la gran oposició política). Aquest increment va portar a que l'exèrcit sud-vietnamita comptéss amb uns 900.000 homes. La mobilització militar, les campanyes anticorrupció, les demostracions d'unitat política i les reformes administraves aviat van ser dutes a teme. Thiệu també establí un Comitè Nacional de Recuperació per supervisar la distribució de menjar, reallotjament i construcció de llars pels nous refugiats. Tant el govern com els estatunidencs es mostraren encoratjats per la nova determinació que mostraven els ciutadans ordinaris de la República. Molts habitants urbans es mostraren indignats pel fet que els comunistes llançaren els seus atacs durant el Tet i molts que es mostraren apàtics s'arrengleraren amb el govern de manera activa. Periodistes, figures polítiques i líders religiosos, fins i tot els budistes militants, confessaren confiança en els plans del govern.

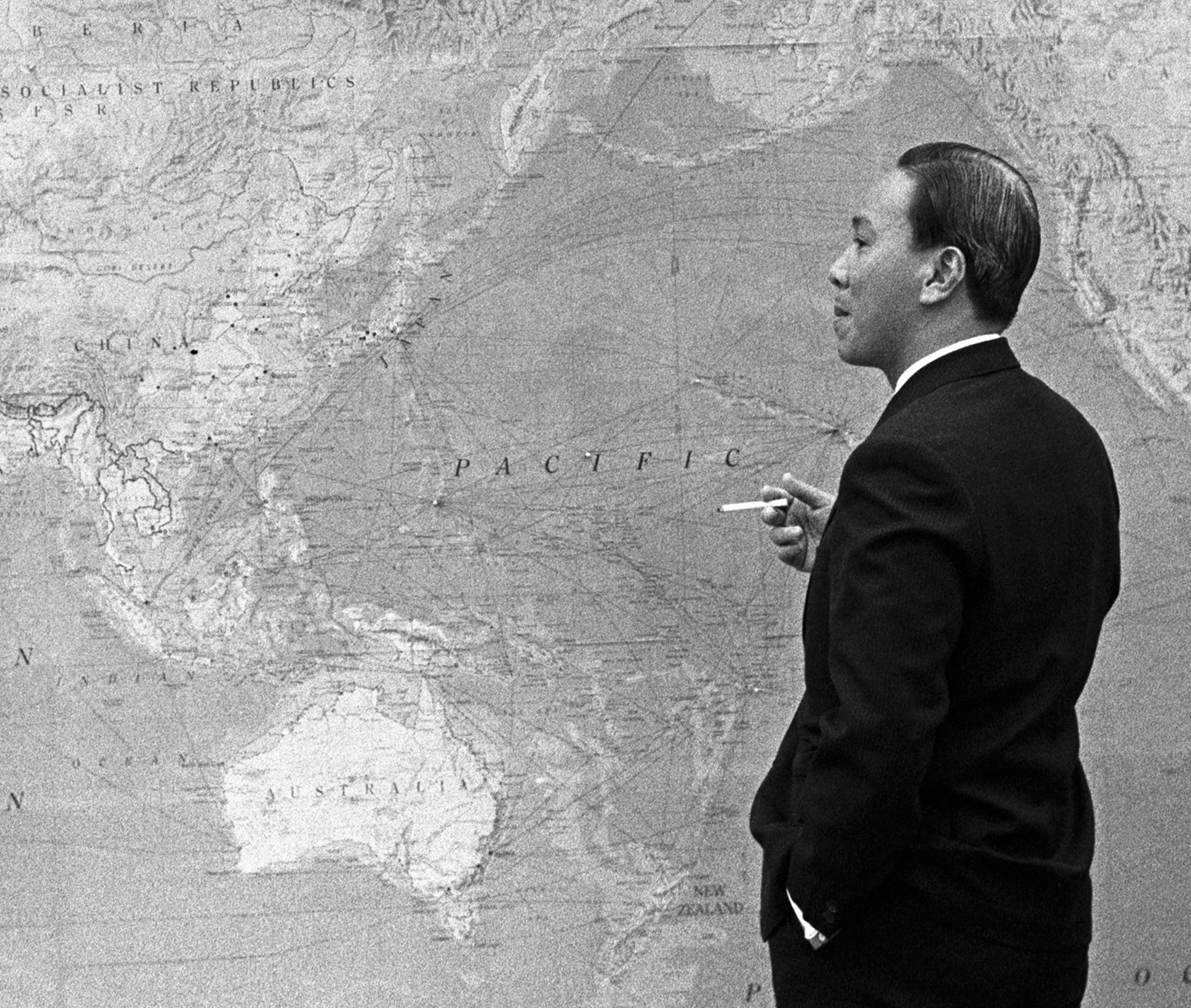
El President del Vietnam del Sud, Nguyễn Văn Thiệu

Thiệu va veure una oportunitat per consolidar el seu poder personal i l'aprofità. El seu únic rival polític era el vicepresident Ky, l'antic comandant de les Forces Aèries, que havia estat superat per Thiệu a les eleccions presidencials de 1967. Després del Tet, els seguidors de Ky a l'exèrcit i a l'administració van ser ràpidament retirats del poder, arrestats o exiliats.
També es va produir una pèrdua a la premsa sud-vietnamita i es va produir un retorn preocupant als membres del partit Can Lao de l'expresident Ngô Đình Diệm, que van ser alts càrrecs al govern i als militars. L'estiu de 1968, el president havia guanyat un sobrenom menys exaltat entre la població del sud-vietnamita, que havia començat a cridar-li "el petit dictador".
Thieu també sospitava molt dels seus aliats estatunidencs, incapaç de creure (com els succeïa a molts sud-vietnamites) que els Estats Units havien estat sorpresos per l'ofensiva. «Ara que ja s'ha acabat, preguntà a un funcionari de Washington, vostès sabien que venien, oi?»
La decisió unilateral de Lyndon Johnson el 31 de març de reduir el bombardeig del Vietnam del Nord només confirmà el que Thiệu temia, que els estatunidencs anaven a abandonar Vietnam del Sud als comunistes. Per a Thiệu, l'aturada dels bombardeigs i l'inici de les negociacions amb el Nord no portaria l'esperança pel final de la guerra, sinó «un temor per la pau». No en va ser notificat fins al 18 de juliol en una trobada amb Johnson a Honolulu, on el president estatunidenc afirmà que Saigon podia ser un participant ple en totes les negociacions i que els Estats Units no donarien «suport a la imposició d'un govern de coalició, o qualsevol altra forma de govern, sobre el poble del Vietnam del Sud.»

### Estats Units
L'Ofensiva del Tet creà una crisi a l'administració Johnson, que cada cop es veié més impossibilitada per convèncer l'opinió pública nord-americana que havia estat una gran derrota per als comunistes. Les optimistes afirmacions fetes abans de l'ofensiva per l'administració i El Pentàgon va rebre grans crítiques i van ser enormement ridiculitzades com el dèficit de credibilitat que es va obrir el 1967 es va ampliar a un abisme.
El shock que reverberava des del camp de batalla van continuar ampliant-se: el 18 de febrer de 1968 el MACV publicà les majors xifres de baixes estatunidenques durant una sola setmana durant tota la guerra: 543 morts i 2.547 ferits. Com a resultat dels durs combats, 1968 seria l'any més mortífer per a les forces estatunidenques de tota la guerra, amb 16.592 soldats morts. El 23 de febrer el Sistema de Servei Selectiu dels Estats Units anuncià una nova lleva de 48.000 homes, la segona més alta de la guerra. El 28 de febrer, Robert S. McNamara, el Secretari de Defensa que havia supervisat l'escalada del conflicte entre 1964–1965, però que finalment s'havia manifestat en contra, abandonà el càrrec.

#### Petició de tropes
Durant les dues primeres setmanes de febrer, els generals Westmoreland i Wheeler comunicaren la necessitat de reforços o d'un increment de tropes al Vietnam. Westmoreland insistí en que només necessitava aquestes forces ja fos al país o que el seu desplegament estigués programat i que estava 
estava desconcertat pel sentit de la urgència injustificada en les consultes de Wheeler. Westmoreland estava temptat, però, quan Wheeler emfatitzà que la Casa Blanca podria deixar les restriccions i permetria les operacions a Laos, Cambodja o, fins i tot al mateix Vietnam del Nord. El 8 de febrer, Westmoreland respongué que podria emprar una altra divisió «si s'autoritzessin les operacions a Laos». Wheeler respongué que desafiant la visió de Westmoreland sobre la situació, senyalant perills que ell no considerava possible des de la seva situació de comandant, concloent: «En resum, si necessita més tropes, demani-les».
Els estranys suggeriments de Wheeler van ser influïts per la forta pressió que imposaven els militars nord-americans pel compromís del Vietnam, que havia estat realitzat sense la mobilització de les seves forces de reserva. La Junta d'Estats Majors repetidament havia fet peticions per a una mobilització nacional, no només per preparar una possible intensificació de la guerra, sinó per assegurar-se que la reserva estratègica de la nació no quedava buida. Obliquament, en ordenar a Westmorealnd que demanés més tropes, Wheeler estava intentant resoldre dos problemes. En comparació amb les comunicacions anteriors del MACV, que estaven plenes de confiança, optimisme i resolució, la petició de Westmoreland del 12 de febrer per 10.500 soldats era molt més urgent: «que necessito desesperadament... temps és l'essència». El 13 de febrer, 10.500 marines i tropes aerotransportades, ja prèviament autoritzades, van ser enviades al Vietnam del Sud. La Junta d'Estats Majors llavors jugà la seva mà, advertint el President Johnson que denegués la petició d'una divisió de reforç per part del MACV llevat que reclutés uns 1.234.001 marines i reservistes de l'Exèrcit.
Johnson envià Wheeler a Saigon el 20 de febrer per determinar els requeriments militars en resposta a l'ofensiva. Tant Wheeler com Westmoreland estaven eufòrics que en només 8 dies McNamara seria substituït pel bel·licós Clark Clifford i que els militars finalment obtindrien permís per ampliar la guerra. L'informe del viatge redactat per Wheeler, però, no feia cap menció a noves contingències, estratègies o la construcció d'una reserva estratègica. Estava redactat en un greu llenguatge que suggeria que la petició de 206.756 homes era una qüestió d'una necessitat militar vital. Westmoreland va escriure a les seves memòries que Wheeler deliberadament havia manipulat la veritat per tal de forçar la qüestió de la reserva estratègica al President.
El 27 de febrer, Johnson i McNamara discutires sobre la proposta de l'increment de tropes. Per assolir-ho requeriria un increment de 400.000 homes i gastar $10 bilions addicionals durant 1969 i $15 bilions més durant 1970. Aquestes preocupacions monetàries posaven pressió. Durant la tardor de 1967 i la primavera de 1968 els Estats Units patiren una de les «crisis monetàries més severes» del període. Sense un nou impost i retallades pressupostàries, la nació encararia una inflació major i "el possible col·lapse del sistema monetari". Clifford, amic de Johnson, estava preocupat sobre el què el públic estatunidenc pensaria de l'escalada: «Com evitarem el sentiment que estem enviant tropes a una ratera?»
D'acord amb els "Papers del Pentàgon", " S'havia aconseguit una bifurcació a la carretera i les alternatives es van destacar en una realitat."
Per complir amb la petició de Wheeler, significaria un compromís militar total entre els Estats Units i el Vietnam del Sud. "Negar-ho, o intentar tallar-lo a una mida que pugui ser sostinguda per les forces actives esteses, significaria igualment que s'havia assolit un límit superior al compromís militar dels Estats Units al Vietnam del Sud".

#### Avaluació
Per avaluar la petició de Westmoreland i el seu possible impacte en la política domèstica, Johnson reuní el "Clifford Group" el 28 de febrer i encarregà als seus membres una avaluació política completa. Alguns dels seus membres argumentaren que l'ofensiva representava una oportunitat per derrotar els nord-vietnamites d'acord als termes estatunidencs, mentre que d'altres senyalaren que cap bàndol no podria guanyar militarment, que el Vietnam del Nord podria igualar qualsevol increment de tropes, que els bombardeigs sobre el nord havien d'aturar-se i que calia un canvi d'estratègia per assolir no la victòria, sinó que el manteniment de força per assolir una sortida negociada. Això requeria una estratègia menys agressiva dissenyada per protegir la població sud-vietnamita. L'informe final, publicat el 4 de març, «fracassà en assolir l'oportunitat de canviar de direcció... i semblà recomanar que s'havia de continuar amb el mateix camí.»
L'1 de març, Clifford havia succeït McNamara com a Secretari de Defensa. Durant aquell mes, Clifford, que havia arribat al càrrec com un decidit seguidor del compromís al Vietnam i que s'oposava a les opinions de desescalament de McNamara, es posicionà contra la guerra. Segons Clifford, «La simple veritat és que els militars fracassaren en mantenir una argumentació respectable per a la seva posició.» Entre els resultats del Tet i les trobades del grup que portava el seu nom, es convencé que el desescalament era la única solució per als Estats Units. Creia que l'increment de tropes només portaria una escala més violenta i buscà d'altres a l'Administració que l'ajudessin a convèncer el President a revertir l'escalament, fins a assolir nivells de 550.000 homes, per buscar negociacions amb Hanoi, i deixar la responsabilitat dels combats als sud-vietnamites. Clifford silenciosament trobà aliats i fou assistit en els seus esforços per l'anomenat "8:30 Group" - Nitze, Warnke, Phil G. Goulding (Assistent del Secretari de Defensa per als Afers Públics), George Elsey i el coronel de la Força Aèria Robert E. Pursely.
El 27 de febrer, el Secretari d'Estat Dean Rusk havia proposat que l'aturada parcial dels bombardeig seria implementada al Vietnam del Nord i que es faria a Hanoi una oferta per negociar. El 4 de març, Rusk reiterà la proposta, explicant que, durant l'estació de pluges al Nord, el bombardeig seria menys efectiu i que no calia cap sacrifici militar. Això era simplement un estratagema polític, però, com que els nord-vietnamites probablement rebutjarien de nou la negociació, fent-se càrrec d'ells i "alliberant així la mà després d'un curt període ... posant el mico fermament a l'esquena de Hanoi per al que havia de seguir".
Mentre que tot això es deliberava, la petició de tropes va ser leaked a la premsa i publicat al The New York Times el 10 de març. L'article també revelava que la petició havia començat un seriós debat a l'administració. D'acord amb ell, diversos funcionaris d'alt nivell creien que l'increment de tropes estatunidenques seria igualat pels comunistes i simplement es mantindria una impasse a una major escala de violència. Va afirmar que els funcionaris estaven dient en privat que "els canvis d'actitud generalitzats i profunds, la sensació que s'ha arribat a una conca hidrogràfica"
Una gran acord s'ha comentat pels historiadors sobre com els mitjans van influir en la percepció del turning point de la guerra sobre el públic estatunidenc. El locutor de la CBS Walter Cronkite afirmà durant un telenotícies el 27 de febrer «Massa sovint hem estat desenganyats per l'optimisme dels líders estatunidencs, tant a Vietnam com a Washington, per tenir fe en les línies de llum que troben sobre els núvols negres» i afegí que 
"ens sentim embolicats en un impasse que només podria acabar amb la negociació, no amb la victòria." Lluny de patir una baixada de la moral, però, la majoria dels estatunidencs se situaren al costat del President. Una enquesta de Gallup de gener de 1968 revelà que el 56% dels enquestats es consideraven hawks on the war and 27 percent doves, amb un 17% no opinaven.
Johnson, però, va fer alguns comentaris a la premsa durant o immediatament després a l'ofensiva, deixant una impressió d'indecisió en el públic. Va ser per aquesta manca de comunicació que feu augmentar la desaprovació per la seva conducta durant la guerra. A finals de febrer, la taxa d'aprovació havia caigut del 63% al 47%. A finals de març el percentatge d'estatunidencs que expressaven confiança en les polítiques militars estatunidenques al Sud-Est asiàtic havia caigut del 74 al 54%.
El 22 de març, el President Johnson informà a Wheeler que "se n'oblidés dels 100.000 homes". El President i el seu staff estaven redefinint una versió menor de l'increment de tropes (una lleva de 62.000 reservistes, 13.000 dels quals serien enviats al Vietnam). Tres dies després, a suggeriment de Clifford, Johnson demanà un "conclave" dels "Homes savis". Amb poques excepcions, tots els membres del grup havien estat senyalats com a falcons sobre la guerra. Al grup s'afegirien Rusk, Wheeler, Bundy, Rostow i Clifford. L'informe final de la majoria deixà el grup estupefacte. D'acord amb Clifford, «pocs d'ells ja només pensaven en Vietnam». Tots llevats de quatre reclamaren abandonar la guerra, deixant al President "profundament tocat". D'acord amb els Pentagon Papers, el consell del grup va ser decisiu en convèncer Johnson perquè reduís els bombardeigs sobre Vietnam del Nord.
Lyndon Johnson estava deprimit i desanimat en el curs dels esdeveniments recents. L'article del New York Times havia estat publicat només dos dies abans de les primàries de New Hampshire del Partit Democrata, on el President patí un revés inesperat a les eleccions, acabant amb prou feines per davant del Senador Eugene McCarthy. Poc després, el Senador Robert F. Kennedy anuncià que s'afegiria a la lluita per la nominació Demòcrata, fent èmfasi en el suport de la picada per a l'administració de Johnson arran del Tet.
El President havia de fer un discurs televisat a la nació sobre la política al Vietnam el 31 de març i deliberava tant sobre la petició de tropes i la seva resposta davant la situació militar. El 28 de març Clifford treballava fort per convèncer-lo de rebaixar el seu discurs de línia dura, mantenint els nivells de força com estaven, i instituint la proposta de Rusk de bombardejar/negociar. Davant la sorpresa de Clifford, ni Rusk ni Rostow (els quals s'havien oposat a qualsevol forma de desescal·lament) no s'oposaren als suggeriments de Clifford. El 31 de març, el President Johnson anuncià l'aturada unilateral dels bombardeigs (encara que parcial) durant el deu discurs televisat. També deixà bocabadada la nació en declinar presentar-se a un segon mandat. Sorprenent a Washington, el 3 d'abril, Hanoi anuncià que acceptava les negociacions, que estaven previst que comencessin a París el 13 de maig.
El 9 de juny, el President Johnson rellevà Westmoreland com a comandant del MACV pel General Creighton W. Abrams. Tot i que la decisió ja s'havia pres al desembre de 1967 i que Westmoreland havia estat nomenat Cap de l'Estat Major de l'Exèrcit, molts consideraren el seu relleu com un càstig per la desfeta del Tet. La nova estratègia d'Abrams quedà ràpidament palesa amb el tancament de la base "estratègica" de Khe Sanh i el final de les operacions multi-divisionals de "recerca i destrucció".
També es van produir discussions sobre la victòria sobre el Vietnam del Nord. La nova política d' Abrams de "guerra única" va centrar l'esforç nord-americà en la presa de possessió de la lluita dels vietnamites del sud (a través de la vietnamització), la pacificació del camp i la destrucció de la logística comunista. La nova administració del president Richard Nixon supervisaria la retirada de les forces nord-americanes i la continuació de les negociacions.

### Documents governamentals publicats
- Hammond, William H.. The United States Army in Vietnam, Public Affairs: The Military and the Media, 1962–1968.  Washington, D.C.: United States Army Center of Military History, 1988.
- Hoang Ngoc Lung. The General Offensives of 1968–69.  McLean VA: General Research Corporation, 1978.
- Schulimson, Jack; Blaisol, Leonard; Smith, Charles R.; Dawson, David. The U.S. Marines in Vietnam: 1968, the Decisive Year.  Washington, D.C.: History and Museums Division, United States Marine Corps, 1997. ISBN 0-16-049125-8.
- Shore, Moyars S., III. The Battle of Khe Sanh.  Washington, D.C.: U.S. Marine Corps Historical Branch, 1969. Part 1 Arxivat 2016-12-28 a Wayback Machine., Part 2 Arxivat 2017-01-31 a Wayback Machine.
- Vietnam: History of the Bulwark B2 Theater, Volume 5: Concluding the 30 Years War. Southeast Asia Report No. 1247, Washington, D.C.; Foreign Broadcast Information Service; 1983
- Military History Institute of Vietnam. Victory in Vietnam: A History of the People's Army of Vietnam, 1954–1975.  Lawrence KS: University of Kansas Press, 2002. ISBN 0-7006-1175-4.